# Culture du Sud des États-Unis
 (août 2023).
La mise en forme du texte ne suit pas les recommandations de Wikipédia : il faut le « wikifier ».
Les points d'amélioration suivants sont les cas les plus fréquents. Le détail des points à revoir est peut-être précisé sur la page de discussion.
- Les titres sont pré-formatés par le logiciel. Ils ne sont ni en capitales, ni en gras.
- Le texte ne doit pas être écrit en capitales (les noms de famille non plus), ni en gras, ni en italique, ni en « petit »…
- Le gras n'est utilisé que pour surligner le titre de l'article dans l'introduction, une seule fois.
- L'italique est rarement utilisé : mots en langue étrangère, titres d'œuvres, noms de bateaux, etc.
- Les citations ne sont pas en italique mais en corps de texte normal. Elles sont entourées par des guillemets français : « et ».
- Les listes à puces sont à éviter, des paragraphes rédigés étant largement préférés. Les tableaux sont à réserver à la présentation de données structurées (résultats, etc.).
- Les appels de note de bas de page (petits chiffres en exposant, introduits par l'outil «  Source ») sont à placer entre la fin de phrase et le point final[comme ça].
- Les liens internes (vers d'autres articles de Wikipédia) sont à choisir avec parcimonie. Créez des liens vers des articles approfondissant le sujet. Les termes génériques sans rapport avec le sujet sont à éviter, ainsi que les répétitions de liens vers un même terme.
- Les liens externes sont à placer uniquement dans une section « Liens externes », à la fin de l'article. Ces liens sont à choisir avec parcimonie suivant les règles définies. Si un lien sert de source à l'article, son insertion dans le texte est à faire par les notes de bas de page.
- La présentation des références doit suivre les conventions bibliographiques. Il est recommandé d'utiliser les modèles {{Ouvrage}}, {{Chapitre}}, {{Article}}, {{Lien web}} et/ou {{Bibliographie}}. Le mode d'édition visuel peut mettre en forme automatiquement les références.
- Insérer une infobox (cadre d'informations à droite) n'est pas obligatoire pour parachever la mise en page.

Pour une aide détaillée, merci de consulter Aide:Wikification.
Si vous pensez que ces points ont été résolus, vous pouvez retirer ce bandeau et améliorer la mise en forme d'un autre article.

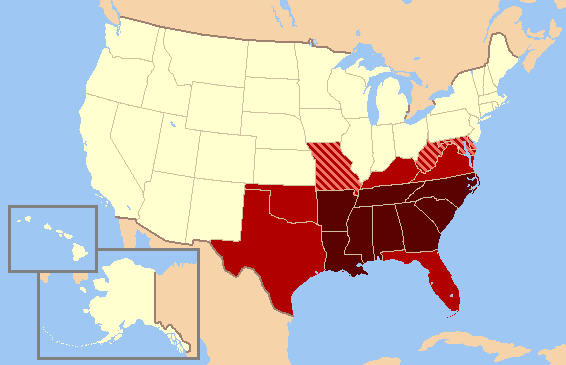
Les États en rouge foncé font partie des définitions modernes du Sud, tandis que ceux de couleur rouge simple sont généralement inclus. Les États rayés sont parfois considérés comme méridionaux.

La culture ou l'héritage du Sud des États-Unis est une sous-culture des États-Unis d'Amérique. À partir de ses nombreuses influences culturelles, le Sud a développé ses propres coutumes, dialectes, arts, littératures, cuisines, danses et musiques. La combinaison de son histoire unique et du fait que de nombreux Sudistes entretiennent, et même maintiennent, une identité distincte du reste du pays en a fait la région la plus étudiée et la plus écrite des États-Unis.
Du XVIIe jusqu'au milieu du XIXe siècle, le rôle central de l'agriculture et de l'esclavage pendant la période coloniale et les économies de l'ère d'avant-guerre définirent la société en fonction de la propriété foncière. Cette noblesse terrienne fit que la culture du début du Sud des États-Unis diffère des régions du Nord de la ligne Mason-Dixon et de l'Ouest des Appalaches. Les hautes terres du Sud étaient caractérisées par des agriculteurs yeoman qui travaillaient sur leur petite propriété foncière avec peu ou pas d'esclaves, tandis que les latitudes inférieures et le Sud profond étaient une société de plantations basée sur l'exploitation des esclaves africains. Des événements tels que le « premier grand réveil » (années 1730-1750) renforcèrent le protestantisme dans le Sud et aux États-Unis dans leur ensemble. Les communautés développèrent souvent un fort attachement à leurs églises en tant qu'institution communautaire principale.

## Histoire
À partir du début du XVIIe jusqu'au milieu du XIXe siècle, l'esclavage joua un rôle énorme dans le façonnement de la culture, la politique et l'économie du Sud. Cela comprenait ses pratiques agricoles, le déclenchement de la guerre de Sécession et la ségrégation qui s'ensuivit aux États-Unis. Les fermiers yeomen du Sud, des fermiers de subsistance qui possédaient peu ou pas d'esclaves, représentaient une grande partie de la population pendant la période coloniale et les années d'avant-guerre, qui s'installaient en grande partie dans l'arrière-pays et les hautes terres. Leur mode de vie et leur culture étaient très différents de ceux de la classe des planteurs. Le climat de la région était propice à la culture du tabac, du coton et d'autres plantations. L'argile rouge fut utilisée dans de nombreuses régions pour l'architecture typique en briques rouges de nombreux bâtiments commerciaux.
La présence et les pratiques des Amérindiens locaux, ainsi que les paysages de la région jouèrent également un rôle dans la formation de la culture sudiste. Des événements comme le « premier grand réveil » (années 1730-1750) contribuèrent à la croissance du protestantisme dans le Sud et aux États-Unis dans leur ensemble. Pendant une grande partie de l'histoire du Sud des États-Unis, la région était fortement rurale. Ce n'est que pendant et après la Seconde Guerre mondiale qu'elle commença à voir une urbanisation à plus grande échelle de ses villes et zones métropolitaines, conduisant à une transformation sociale et économique du Sud dans les décennies qui suivirent depuis les années 1940.

## Population

### Anglo-Américains
À leur arrivée, l'influence culturelle prédominante sur les États du Sud était celle des colons anglais qui établirent les premières colonies anglaises dans la région. Au XVIIe siècle, la plupart venaient du Sud de la Grande-Bretagne, principalement de régions telles que le Kent, l'East Anglia et le West Country, qui s'installèrent principalement sur les régions côtières du Sud mais poussèrent à l'intérieur des terres aussi loin que jusque dans les Appalaches au XVIIIe siècle. Alors d'importants groupes d'Écossais des plaines, d'Anglais du Nord et d'Écossais d'Ulster (plus tard appelés Écossais-Irlandais) s'installent dans les Appalaches et le Piedmont. Les suivants, un plus grand nombre de serviteurs anglais sous contrat venant de tout le Midlands anglais et du Sud de l'Angleterre, ils furent le plus grand groupe à s'installer dans les colonies du Sud lors de la période coloniale,,,. On les appelés souvent les « crackers », une épithète peu flatteuse appliquée aux Blancs ruraux non élitistes du Sud de la Géorgie et du Nord de la Floride. Avant la révolution américaine, le terme était alors utilisé par les Anglais, comme surnom péjoratif des colons non élitistes de l'arrière-pays du Sud. Cet usage peut être trouvé dans un passage d'une lettre au comte de Dartmouth : « Je devrais expliquer... ce que l'on entend par Crackers ; un nom qu'ils ont obtenu à force d'être de grands vantards; ce sont des coquins sans foi ni loi sur les frontières de la Virginie, des Carolines et de la Géorgie, qui changent souvent de lieu de résidence ». La plupart des Sudistes européens sont aujourd'hui d'ascendance anglaise et écossaise-irlandaise partielle ou entière. Lors des recensements précédents, plus d'un tiers de la population du Sud s'identifia comme étant d'ascendance anglaise ou partiellement anglaise, avec 19 618 370 s'identifiant comme « Anglais » lors du recensement de 1980, suivis de 12 709 872 s'identifiant comme Irlandais, 11 054 127 comme Afro-Américains, et 10 742 903 comme Allemands,,. Il convient également de noter que ceux qui s'identifièrent comme étant d'ascendance allemande se trouvaient presque exclusivement dans les zones frontalières Nord de la région qui sont adjacentes au Midwest américain. Ceux de la région de Tidewater, Virginie et de Tidewater, Caroline du Nord s'identifièrent presque exclusivement comme d'origine anglaise, tandis que ceux des régions du Piedmont étaient un mélange d'origines anglaise, écossaise-irlandaise, écossaise et irlandaise. La Géorgie du Sud possède aujourd'hui une grande présence irlandaise, dont les ancêtres étaient en grande partie des catholiques romains ; cependant, beaucoup furent convertis en diverses sectes protestantes en raison du manque de présence de missionnaires de l'Église catholique aux XVIIIe et XIXe siècles. La prédominance de noms de famille irlandais en Géorgie du Sud est remarqué par les historiens américains depuis des décennies. Vers la même époque, une communauté de montagnards écossais s'installa autour de ce qui est aujourd'hui Fayetteville, Caroline du Nord. Le gaélique fut parlé dans cette région jusqu'au XIXe siècle[réf. nécessaire].
De nombreuses nationalités établirent leurs communautés dans le Sud des États-Unis. Quelques exemples étant la population germano-américaine du plateau Edwards au Texas, dont les ancêtres arrivèrent dans la région dans les années 1840. L'influence culturelle allemande continue de se faire sentir dans des villes comme New Braunfels, Texas, près d'Austin et de San Antonio. Une grande partie de la population de l'Est du Texas, de la Louisiane, de la côte de l'État du Mississippi de l'Alabama, et de la Floride trouve ses premières origines dans les colons français et/ou espagnols du XVIIIe siècle. La communauté française de La Nouvelle-Orléans datant des années 1880 y est également importante.

### Afro-Américains
Un autre groupe des premières populations du Sud est composé de descendants afro-américains d'Africains réduits en esclavage après avoir été amenés dans le Sud,. Les Afro-Américains constituent le plus grand groupe ethnique des États-Unis et simultanément la deuxième plus grande minorité raciale, représentant 14% de la population totale selon le recensement de 2010. Ils représentaient près de 45% de la population du Sud pendant la période d'avant la guerre de Sécession jusqu'au début du XXe siècle. Malgré l'exode de l'ère des lois Jim Crow vers le Nord et le Midwest, la majorité de la population noire resta concentrée dans les États du Sud, de la Virginie au Texas. Depuis la fin de la ségrégation, certains Noirs reviennent en grand nombre vers le Sud.

### Américains hispaniques
Une fraction importante de la population du Sud est également composée d'Américains hispaniques, en particulier d'immigrants des pays d'Amérique centrale qui bordent les États les plus au Sud des États-Unis. La population hispanique du Sud s'est considérablement développée ces dernières années, à la fois en raison de la croissance démographique et de l'immigration.

## Religions

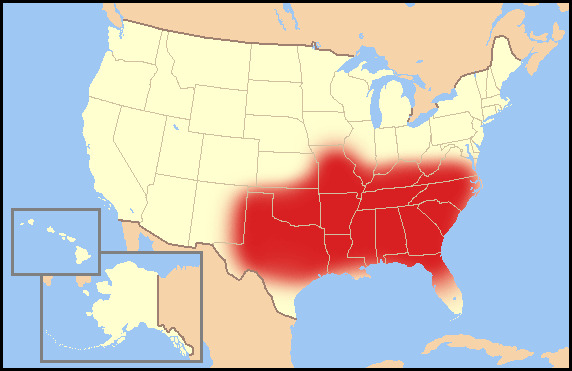
La zone considérée à peu près comme étant la « Bible Belt » (La « ceinture de la Bible »)

Une partie du Sud est connue sous le nom de « Bible Belt » (« Ceinture de la Bible »), en raison de la prédominance du protestantisme évangélique. Le Sud de la Floride compte un nombre important de Juifs ayant émigré de New York. Les immigrants d'Asie du Sud et d'Asie du Sud-Est apportèrent également le bouddhisme et l'hindouisme dans la région. À l'époque coloniale et au début du XIXe siècle, le premier grand réveil et le deuxième grand réveil transformèrent la religion du Sud. La religion évangélique se propagea par des réveils religieux dirigés par des ministres baptistes laïcs locaux ou des ministres méthodistes itinérants. Ils façonnèrent alors la « Bible Belt ».
Après la révolution, l'Église anglicane d'Angleterre fut dissoute (ce qui signifie qu'elle ne recevait plus d'argent des impôts locaux) et réorganisée en tant qu'Église épiscopale protestante nationalisée des États-Unis. La révolution tourna plus de gens vers les prédicateurs méthodistes et baptistes du Sud. Le renouveau de Cane Ridge et les « réunions de camp » qui suivirent aux frontières du Kentucky et du Tennessee furent à l'origine du mouvement de restauration. Les prédicateurs itinérants utilisaient la musique et le chant pour convertir de nouveaux membres. Le chant shape-note devenu un élément fondamental des réunions de camp dans les régions frontalières. Dans les premières décennies du XVIIIe siècle, les baptistes du Sud réduisirent leurs actions en fonction des classes et des « races ». Plutôt que de faire pression pour la liberté des esclaves, ils encouragèrent les planteurs à améliorer leur traitement et utilisèrent finalement la Bible pour justifier l'esclavage.

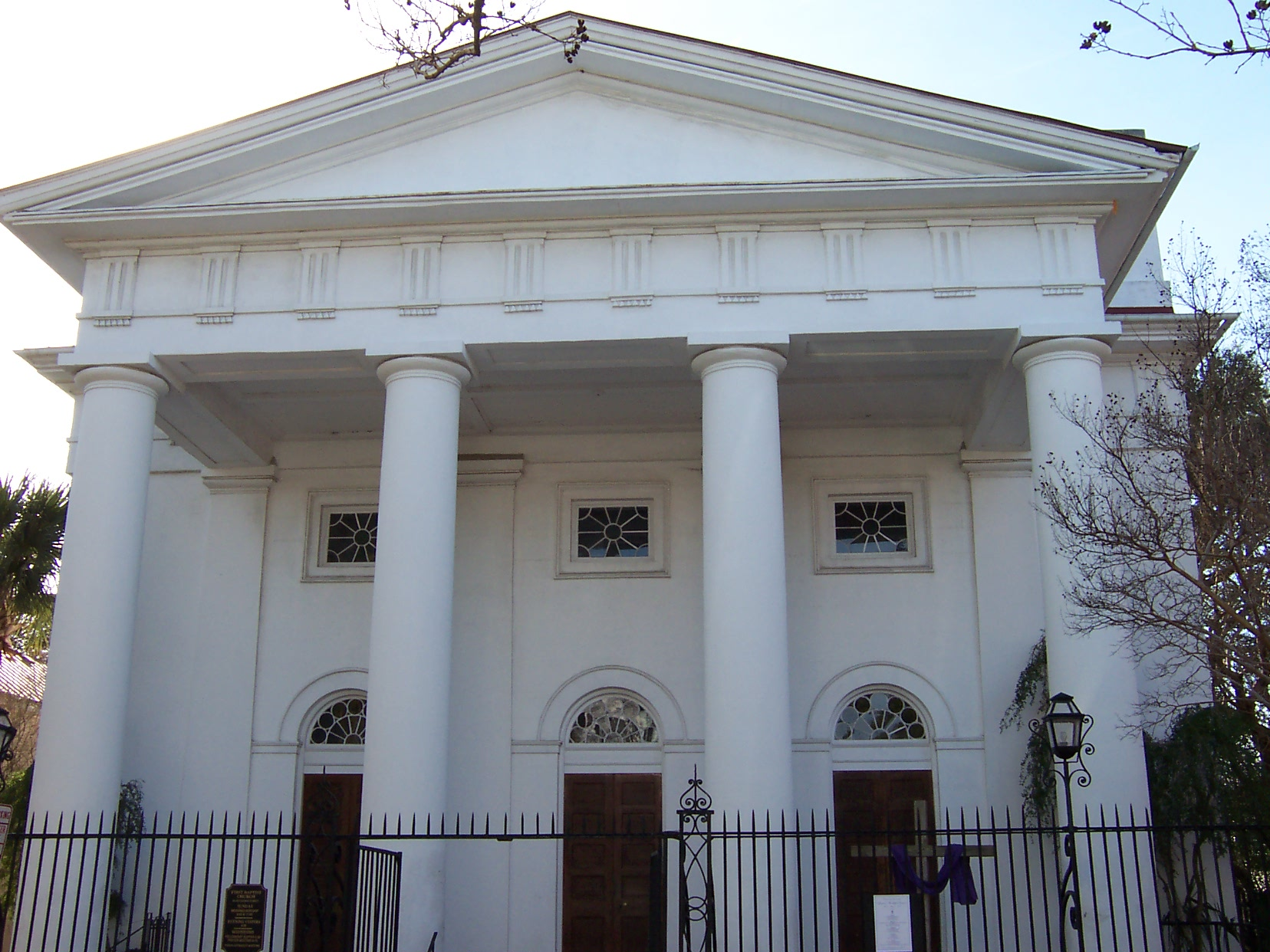
Première église baptiste à Charleston, Caroline du Sud

En 1845, la Convention baptiste du Sud se sépare des autres régions. Les églises baptistes et méthodistes prolifèrent dans la région de Tidewater, attirant généralement les planteurs, artisans et ouvriers ordinaires. Mais les planteurs les plus riches continuèrent d'être affiliés à l'Église épiscopale[réf. nécessaire]. Au début de la guerre de Sécession, les églises baptistes et méthodistes attirèrent le plus de membres dans le Sud, et leurs églises furent les plus nombreuses dans la région.
Historiquement, les colons catholiques étaient principalement d'Espagne et de France et s'installèrent dans les zones côtières de la Floride, l'Alabama, le Mississippi, la Louisiane et le Texas[réf. nécessaire]. Aujourd'hui[Quand ?], il existe d'importantes populations catholiques le long de la côte du golfe du Mexique (en particulier dans les villes portuaires de la Nouvelle-Orléans, Biloxi, Pensacola et Mobile), qui préservent les traditions catholiques du carnaval au début du Carême et dans les défilés du Mardi gras et les coutumes associées. Ailleurs dans la région, les catholiques sont généralement minoritaires et d'ascendance principalement irlandaise, allemande, française ou hispanique moderne[réf. nécessaire]. En 2013, ils représentaient 42 % de la population de la région métropolitaine de la Nouvelle-Orléans sur la base des chiffres présentés par l'archidiocèse catholique romain de la Nouvelle-Orléans.
Atlanta, en comparaison à certaines autres villes du Sud, possédait une population catholique relativement petite avant les années 1990. Elle représentait 1,7 % de la population en 1960 et 3,1 % en 1980. Elle augmenta rapidement depuis lors, le nombre de catholiques passant de 292 300 membres en 1998 à 900 000 en 2010, soit une augmentation de 207 %. On s'attendait à ce que la population dépasse 1 million d'ici 2011,[Passage à actualiser]. L'augmentation est alimentée par les catholiques qui se déplacent à Atlanta depuis d'autres parties des États-Unis et du monde, et par les nouveaux arrivants à l'Église. Environ 16% de tous les résidents de la métropole d'Atlanta sont catholiques, ce qui est comparable à de nombreuses régions métropolitaines du Midwest.
Raleigh, Caroline du Nord, compte également un nombre croissant de catholiques, le catholicisme ayant le plus grand nombre d'affiliés parmi tous les autres groupes religieux (11,3%) et le deuxième plus grand nombre dans le comté de Wake (22%),.
Le Maryland, qui fut colonisé par les Britanniques, est également historiquement catholique et de nombreux historiens pensent que l'État fut nommé d'après la reine Henrietta Maria par Cecilius Calvert, 2e baron de Baltimore. Le Maryland était la seule colonie britannique catholique romaine des Amériques et était considérée comme un refuge pour la minorité catholique romaine d'Angleterre qui était alors persécutée par l'Église d'Angleterre. Lorsque Guillaume d'Orange arrive au pouvoir en Angleterre, le catholicisme est interdit dans le Maryland, entraînant une diminution du nombre de catholiques pratiquants. Dans les années 1840, la population catholique rebondit avec l'immigration massive d'Irlandais due à la Grande Famine d'Irlande. Le Maryland devient également le foyer de nombreux immigrants polonais et italiens.
En général, les régions intérieures du Sud profond et du Haut-Sud, telles que l'Arkansas, le Tennessee, le Mississippi et l'Alabama, étaient moins attrayantes pour les immigrants et avaient de plus fortes concentrations de baptistes, méthodistes, d'églises du Christ et d'autres communautés protestantes ou non catholiques. L'Est et le Nord du Texas sont fortement protestants, tandis que les parties Sud et Ouest de l'État sont majoritairement catholiques.
La ville de Charleston, Caroline du Sud, compte une importante population juive depuis la période coloniale. Les premiers étaient des juifs séfarades qui vivaient à Londres ou sur l'île de la Barbade. Ils étaient également liés aux communautés juives de la Nouvelle-Angleterre. La communauté figurait en bonne place dans l'histoire de la Caroline du Sud. Richmond eu également une grande communauté juive séfarade avant la révolution et possède toujours une importante communauté juive aujourd'hui. Ils construisirent la première synagogue de Virginie vers 1791. La Nouvelle-Orléans a également historiquement (et de nos jours) une importante communauté juive.
La région du Sud de la Floride abrite la deuxième plus grande concentration de juifs américains en dehors de New York, la plupart d'entre eux étant des migrants du début du XXe siècle et des descendants du Nord-est. Ils étaient des descendants de juifs ashkénazes d'Allemagne, de Russie, de Pologne et d'autres régions d'Europe de l'Est. La migration et le développement des affaires du XXe siècle amenèrent d'importantes communautés juives et musulmanes dans la plupart des grandes villes commerciales et universitaires, telles que Miami, Atlanta, Dallas, Houston et, plus récemment, Charlotte.

## Dialecte sudiste

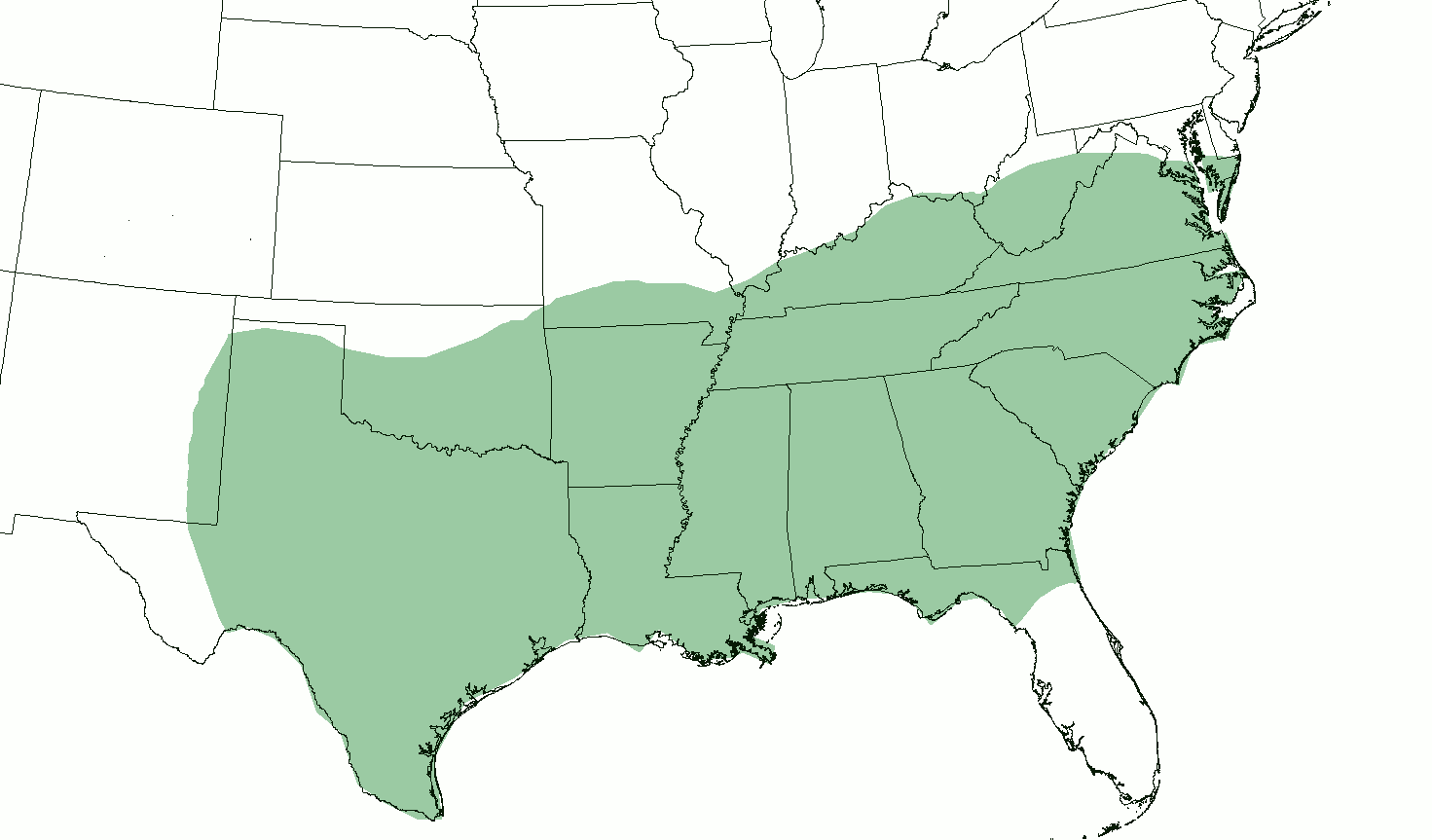
Étendue approximative de l'Anglais Sud-Américain basée sur plusieurs études de dialectes,.

La fusion de l'épingle et du stylo de l'Anglais Sud-américain. Les zones marquées en violet sont celles où la fusion est terminée pour la plupart des parleurs. Basé sur Labov, Ash et Boberg 2006 : 68.

L'anglais sud-américain est un groupe de dialectes de la langue anglaise parlés dans les États du Sud des États-Unis, de la Virginie-Occidentale au Kentucky et à la côte du golfe, et de la côte médio-atlantique à la majeure partie du Texas et de l'Oklahoma.
Les dialectes du Sud constituent le plus grand groupe d'accents aux États-Unis. L'anglais sud-américain peut être divisé en différents sous-dialectes, avec un discours différent d'une région à l'autre. L'anglais vernaculaire afro-américain (AAVE) partage des similitudes avec les dialectes du Sud en raison des liens historiques forts de la population afro-américaine avec la région.
Il a été dit que les Sudistes se distinguent plus facilement des autres Américains par leur discours, à la fois en termes d'accent et d'idiome. Cependant, il n'y a pas un seul « accent du Sud ». Au contraire, l'anglais sud-américain est une collection de dialectes anglais parlés dans tout le Sud. Il peut être divisé en différents sous-dialectes, avec un discours différent, par exemple entre celui de la région des Appalaches, et le « pays bas » côtier autour de Charleston, Caroline du Sud. Les experts folkloristes des années 1920 et plus tard firent valoir qu'en raison de l'isolement de la région, les modèles de langue des Appalaches reflétaient plus étroitement l'anglais élisabéthain que les autres accents aux États-Unis.
Bien que des traces de caractéristiques linguistiques africaines subsistent dans l'AAVE, il existe quelques groupes de dialectes typiquement africains dans le Sud, le gullah étant le plus célèbre d'entre eux. Le gullah est encore parlé par certains Afro-Américains du Low Country de Caroline du Sud, de Géorgie, du Sud-est de la Caroline du Nord et du Nord-est de la Floride, en particulier l'ancienne génération. Aussi appelée geechee en Géorgie, la langue et sa culture fortement africaine se sont développées en raison de l'isolement relatif du peuple dans de grandes communautés et de l'importation continue d'esclaves des mêmes régions d'Afrique. Comme les esclaves des grandes plantations n'étaient relativement pas dérangés par les Blancs, le gullah s'est développé comme une langue créole, basée sur des formes africaines. De même, les gens conservèrent de nombreuses formes africaines dans les rituels religieux, ainsi que les habitudes alimentaires et la culture similaire, toutes influencées par le nouvel environnement des colonies. D'autres groupes de dialectes afro-américains moins connus se trouvent au sein de populations noires rurales du bassin du Mississippi et d'Africatown près de Mobile, Alabama, où le dernier navire connu à arriver en Amérique transportant des esclaves fut abandonné en 1860.
Il existe plusieurs autres enclaves linguistiques uniques dans le Sud des États-Unis. Parmi eux se trouve celle de Tanger Island, en Virginie, ainsi que les Outer Banks de Caroline du Nord, qui selon certains chercheurs conservent un dialecte anglais unique de la période coloniale. Le dialecte de la Nouvelle-Orléans ou « Yat » est similaire aux accents des villes portuaires du Nord-Est en raison d'afflux d'immigrants allemands et irlandais similaires à ceux au Nord-Est[réf. nécessaire]. Beaucoup[Qui ?] sont familiers avec le français cajun qui est parlé dans la moitié Sud de la Louisiane.
D'autres langues distinctes l'espagnol isleño (Louisiane, voir aussi l'espagnol canarien).
Le Sud des États-Unis contient également de nombreuses langues indigènes des familles amérindiennes muskogean, caddoan, siouan–catawban, iroquoian, algonquian, yuchi, chitimacha, natchez, tunica, adai, timucua et atakapa. Les archives historiques semblent suggérer une image de grande diversité linguistique (similaire à la Californie) bien que la plupart des langues mentionnées n'aient pas été documentées. Plusieurs langues du Sud-Est se sont depuis éteintes et toutes sont en voie de disparition. L'influence des langues indigènes conduisit à des variations indiennes distinctes de l'anglais.

## Variations régionales
Il y a encore débat sur ce qui constitue les éléments de base de la culture du Sud. Ce débat est influencé en partie par l'immense taille de la région sudiste. En conséquence, il existe un certain nombre de variations culturelles entre les États de la zone.
Parmi les variations trouvées dans la culture sudiste figurent:
- Le Sud profond fut d'abord colonisé par les Anglais des colonies de Chesapeake de Virginie et du Maryland, puis de Caroline du Sud. Ce fut la première zone qui développa des plantations pour les cultures de rente du tabac, du riz et de l'indigo. Plus tard, le coton et le chanvre devinrent également des cultures commerciales importantes. Les planteurs importaient un grand nombre d'Africains comme esclaves. Les zones côtières du Vieux Sud étaient dominées par de riches planteurs, qui contrôlaient même le gouvernement local[réf. nécessaire].
- Les hautes terres du Sud ou « haut Sud » ont des divisions historiques, politiques et culturelles qui les distinguent des zones de latitudes inférieures et du Sud profond. Par exemple, les reliefs des régions montagneuses des Appalaches et d'Ozark diffèrent par leur peuplement de ceux des zones plus basses telles que la Virginia Tidewater, la côte du golfe, la South Carolina Lowcountry et le delta du Mississippi. En revanche, les agriculteurs des hautes terres du Sud cultivaient des terres pour leur subsistance et peu détenaient d'esclaves. La population des hautes terres du Sud a principalement une ascendance écossaise-irlandaise et anglaise. Parce que les colons étaient principalement des fermiers yeomen, de nombreuses régions montagneuses n'ayant pas soutenu la cause confédérée pendant la guerre de Sécession (voir Andrew Johnson). Les hautes terres du Sud avaient également de nombreuses régions qui continuaient à soutenir le Parti républicain tandis que le reste du Sud blanc soutenait les démocrates à l'époque du Solid South[réf. nécessaire].
- Les régions ayant connu un afflux important de nouveaux arrivants ont généralement été moins susceptibles de conserver une identité et des influences culturelles distinctes du reste du Sud. Aujourd'hui, en partie à cause des schémas de migration continue de la population entre les zones urbaines du Nord et du Sud, les grandes zones urbaines historiquement sudistes, telles qu'Atlanta, Austin, Charlotte, Dallas, Houston, Raleigh-Durham, Jacksonville, Orlando et San Antonio ont assimilé des identités métropolitaines modernes distinctes de leur héritage historique « méridional ». Cependant, bien que ces régions métropolitaines aient vu leur culture méridionale d'origine quelque peu diluée, elles ont néanmoins largement préservé leur identité « sudiste » distincte.
- Au cours du dernier demi-siècle, de nombreux Latinos migrèrent vers le Sud des États-Unis depuis l'Amérique latine, notamment dans les États du Texas et de la Floride. Les zones urbaines telles qu'Atlanta, la Nouvelle-Orléans, Charlotte et Nashville connurent une augmentation importante du nombre d'immigrants latinos depuis les années 1990. Les emplois dans les usines et l'agro-industrie attirèrent également les travailleurs mexicains et latino-américains vers les régions plus rurales du Sud[39],[40],[41].

### Alabama
Le Sud de l'Alabama au Nord de Mobile fut principalement colonisé par de grands propriétaires de plantations et d'esclaves s'étant déplacés vers l'Ouest depuis leurs colonies d'origine sur les côtes de la Caroline du Sud et de la Géorgie. Ces colons avaient à l'origine des plantations d'esclaves à la Barbade et cherchaient à développer leur économie basée sur les plantations. Cette région est principalement connue pour sa grande population afro-américaine et sa culture historique de blé, de coton et de riz. C'est l'incarnation de ce qui est considéré comme le Grand Sud. Aujourd'hui, cette région est la plus pauvre de l'État et l'une des plus pauvres du pays. Elle reste encore majoritairement rurale et connut un développement minime.
Contrairement au reste du Sud de l'Alabama, qui fut colonisé par les propriétaires de plantations britanniques, Mobile et la côte du golfe furent colonisés par les colons espagnols et français bien plus tôt que le reste de l'État. Mobile a probablement plus en commun avec la Nouvelle-Orléans qu'avec le reste de l'État. Aujourd'hui, Mobile conserve encore certaines de ses traditions françaises, telles qu'une importante présence catholique et les célébrations annuelles du Mardi gras, qui commencèrent aux États-Unis dans cette ville.
Le Nord de l'Alabama fut colonisé par les colons anglais du Nord et irlandais-écossais qui sont venus aux États-Unis. Ces colons des Appalaches[pas clair] étaient pour la plupart de petits agriculteurs qui ne possédaient pas d'esclaves et avaient peu de pouvoir de vote comparés aux riches planteurs du Sud, qui contrôlaient le gouvernement. Aujourd'hui, cette région est encore essentiellement rurale, mais on constate un développement de zones urbaines, avec des villes comme Birmingham et Huntsville, attirant de nombreux étrangers pour venir y travailler.

Ascendance relative par comté Américain en 2000 : Allemand Anglais Norvégien Finnois Néerlandais Mexicain Espagnol Amérindien « Américain » Afro-Américain Irlandais Français Italien

### Kentucky
Avec sa frontière Nord à la limite du Sud supérieur et du Midwest, le Kentucky témoigne de multiples influences culturelles. Une étude des années 1990 révéla que 79% des Kentuckiens considéraient qu'ils vivaient dans le Sud. L'étude montra également que 84% des Texans et 82% des Virginiens pensaient vivre dans le Sud. Entre 80 et 90% des résidents du Mississippi, de la Louisiane, de l'Alabama, du Tennessee, de l'Arkansas, de la Géorgie et des Carolines se décrivaient comme habitants du Sud. Cela est probablement dû au fait que l'identification régionale varie considérablement au sein du Kentucky. Par exemple, beaucoup considèrent le Nord du Kentucky comme la région la plus « du Midwest », car elle partage sa culture avec Cincinnati. Des études montrent qu'une minorité significative de personnes dans le Nord du Kentucky s'identifie au Sud. À l'inverse, le Sud de l'Ohio et le Sud de l'Indiana sont hautement méridionaux par rapport à la majeure partie du Midwest, tout comme la région de la « Petite Égypte » du Sud de l'Illinois[réf. nécessaire].
Certaines sources traitent le Sud de l'Indiana comme essentiellement la pointe supérieure de la culture des hautes terres du Sud, tandis que d'autres soutiennent que la culture du Sud, bien qu'importante, n'est pas dominante dans la région. Louisville est considérée comme culturellement et économiquement du Midwest dans certaines analyses, en raison de la façon dont elle s'est rapidement industrialisée à la fin du XIXe siècle (mais pas dans la même mesure que la plupart des villes du Nord), par opposition à la lente industrialisation s'étant produite dans le Sud. D'autres observateurs considèrent que Louisville est culturellement méridionale, en raison du dialecte et de divers autres aspects de la culture. Elle est souvent décrite à la fois comme « la porte d'entrée du Sud » et « la ville la plus septentrionale du Sud et la ville la plus méridionale du Nord ». Contrairement au reste de l'État, Louisville, Covington et Newport accueillirent un grand nombre d'immigrants allemands en raison d'intérêts manufacturiers sur la rivière Ohio, rendant la culture à cet endroit quelque peu distincte du reste de l'État. Si le Kentucky avait été un État libre, avant la guerre de Sécession, il aurait probablement attiré davantage d'immigrants allemands, car on compte généralement un nombre relativement faible d'esclaves dans les régions où les Allemands s'installèrent. Dans les années 1980, les seuls comtés des États-Unis où plus de la moitié de la population citait « l'Anglais » comme seul groupe d'ascendance se trouvaient tous dans les collines de l'Est du Kentucky (et constituaient pratiquement tous les comtés de cette région). Lors du recensement de 1980, 1 267 079 Kentuckiens sur une population totale de 2 554 359 déclarèrent qu'ils étaient d'ascendance anglaise, ce qui en faisait 49% de l'État à l'époque.
Alors que divers degrés d'influence culturelle du Sud peuvent être trouvés dans le Kentucky à l'intérieur de la région de Cincinnati et de Louisville, des villes plus petites telles qu'Owensboro, Bowling Green, Hopkinsville et Paducah, ainsi que la plupart des zones rurales de l'État, continuèrent à avoir un caractère plus distinctement méridional. En dehors de ces deux domaines spécifiques; la culture du Sud, le dialecte, les manières et autres sont prédominants dans le Kentucky. La cuisine du Sud est également assez courante dans tout l'État. L'Ouest du Kentucky est célèbre pour son style régional de barbecue du Sud et d'autres formes de cuisine du Sud telles que le poisson-chat, le country ham (« le jambon du pays ») et les haricots verts. Aujourd'hui, la majeure partie de l'État, en dehors du Nord du Kentucky, partage une identité culturelle avec le Tennessee et le reste des hautes terres du Sud en termes d'ascendance, de dialecte et de divers autres aspects de la culture,,,.
Dans la plupart des domaines, en particulier culturellement, l'État est souvent inclus dans le Sud ,,,.

### Caroline du Nord
Les régions de Charlotte et Raleigh–Durham attirèrent de nombreux nouveaux résidents en raison de la croissance économique. Cela inclut les industries bancaires/financières à Charlotte, ainsi que les universités et les industries de haute technologie à Raleigh-Durham. Wilmington est également devenu un centre de migration du Midwest et du Nord pour son climat côtier tempéré et sa communauté d'affaires en pleine croissance. Pendant ce temps, Asheville et ses environs eurent tendance à attirer des esprits plus progressistes, en raison de sa réputation de longue date en tant que centre de pensée libérale et d'attitudes ouvertes d'esprit, les retraités s'y installent en raison de son cadre montagnard pittoresque[réf. nécessaire].
En plus d'un afflux d'habitants du Nord, les marchés du travail des trois plus grandes régions métropolitaines de Caroline du Nord : Charlotte, Raleigh-Durham et Greensboro–Winston-Salem–High Point Piedmont Triad attirèrent de même une importante et croissante immigration latino-américaine et asiatique américaine. Un rapport publié par la Brookings Institution en mai 2006 intitulé Diversity Spreads Out, nota que la région métropolitaine de Charlotte se classait au deuxième rang national avec un taux de croissance de 49,8% de sa population Hispanique entre 2000 et 2004. La région métropolitaine de Raleigh-Durham suivait en troisième position avec un taux de croissance de 46,7 %.

### Oklahoma
La colonisation du territoire de l'Oklahoma commença en conséquence directe de la guerre de Sécession. Les Sudistes, fuyant la Reconstruction, peuplèrent largement les régions du Sud et de l'Est de l'État. Le terme Little Dixie fut utilisé pour la première fois en référence au Sud-Est de l'Oklahoma au cours du XXe siècle. Les ouvriers italiens commencèrent à arriver dans l'Est de l'Oklahoma dans les années 1870.

### Texas
Lors du recensement des États-Unis de 1980, le plus grand groupe d'ascendance reporté au Texas était l'Anglais, avec 3 083 323 Texans qui s'identifient comme étant d'ascendance anglaise, formant environ 27% de la population à l'époque. Leur ascendance remonte principalement aux treize colonies d'origine et pour cette raison, beaucoup d'entre eux revendiquent aujourd'hui simplement une ascendance « Américaine ». En raison de sa taille et de son histoire unique, en particulier d'avoir été autrefois un territoire mexicain, puis une nation à part entière (République du Texas), la relation moderne du Texas avec le reste du Sud est souvent un sujet de débat et discussion. Il fut décrit comme « un État du Sud, certainement, mais pas complètement dans, ou du Sud ». La taille et la spécificité culturelle du Texas ne permettent pas une classification aisée de l'ensemble de l'État dans une seule région reconnue. La diversité géographique, économique et culturelle des régions de l'État empêche de considérer le Texas comme une région culturellement indépendante des autres. Les différences vont de l'Est du Texas, qui est souvent considéré comme une extension du Sud profond, à l'extrême Ouest du Texas, qui est généralement reconnu comme faisant partie de l'intérieur du Sud-Ouest.
Le partie supérieure dite Texas Panhandle et les régions des plaines du Sud de l'Ouest du Texas ne rentrent pas facilement dans l'une ou l'autre catégorie. La première a beaucoup en commun à la fois culturellement et géographiquement avec les États du Midwest comme le Kansas et le Nebraska. Et les plaines du Sud, bien qu'à l'origine colonisées principalement par les Anglo-Sudistes, sont devenues un mélange de cultures du Sud et du Sud-Ouest en raison de l'augmentation rapide de la population hispanique.
Les grandes villes du Texas, telles qu'Austin, Dallas et Houston, avec leurs économies florissantes fondées sur le savoir, attirèrent des migrants d'autres régions des États-Unis, en particulier du Midwest et de la côte Ouest. Combinée à l'influence de plus en plus nombreuse d'une nouvelle grande migration afro-américaine , mais aussi d'Amérique Latine et d'Asie, la « culture du Sud » historique fut transformée.
Cependant, en partie en raison de son appartenance à la Confédération, de ses liens historiques avec le Solid South, et du fait qu'une grande partie de l'État se trouve dans la Bible Belt, il est généralement considéré comme un État plus du Sud que de l'Ouest. De plus, les cartes linguistiques du Texas placent la majeure partie de celui-ci dans les sphères des dialectes du haut, du milieu et du Sud du golfe, aidant à identifier davantage l'État comme étant du Sud (l'utilisation d'expressions familières du Sud telles que y'all et ain't est encore énormément répandue au Texas).

### Virginie
Basé sur une étude de la fin des années 1990, 82% des Virginiens pensent vivre dans le Sud et la plupart s'identifient davantage au Sud qu'à toute autre région. Ils défendent de nombreuses traditions et croyances du Sud et sont fiers de leur héritage. Cependant, des régions telles que la Virginie du Nord, Richmond et la région de Hampton Roads attirèrent de nombreux migrants internes venant chercher des opportunités d'emploi avec le gouvernement fédéral, l'armée et des entreprises connexes pendant et depuis la Seconde Guerre mondiale. La Virginie du Nord est également liée à l'émergence et à l'expansion de la mégalopole du Nord-est. L'expansion du XXIe siècle fut aussi un résultat de la bulle Internet. Économiquement lié à Washington DC et ayant une grande présence de migrants, les habitants des zones urbaines de Virginie ont tendance à considérer leur culture plus du centre de l'Atlantique que du Sud.
La culture virginienne se répandit dans la région de Chesapeake à l'époque coloniale par les colons et influença fortement la culture des basses terres du Sud à travers le transport d'esclaves. Les zones côtières de Virginie étaient fortement basées sur les plantations, s'appuyant sur la production de tabac pour sa base économique. Avant la guerre de Sécession, la Virginie possédait la plus grande population des États esclavagistes et profitait beaucoup de l'élevage et de la vente d'esclaves dans le Grand Sud. Ces esclaves furent complètement intégrés dans la culture coloniale virginienne et apportèrent leurs traditions de la Virginie au Grand Sud où ils se mélangèrent aux traditions gullah et créoles. Après la guerre de Sécession et la reconstruction, la Virginie traversa la période sombre des lois Jim Crow et fit face à l'ère de la résistance massive à la déségrégation scolaire. Cependant, des villes comme Richmond et Norfolk ont toujours été beaucoup plus progressistes et urbaines dans la culture que de nombreuses zones rurales de l'État. Elles furent connues très tôt pour avoir d'importantes populations noires libres, quakers et juives ; une grande industrie et une immigration importante en provenance d'Europe de l'Est jusqu'à la guerre de Sécession, au cours de laquelle Richmond devint la capitale confédérée malgré le vote contre la Sécession. Aujourd'hui, Richmond et Norfolk sont souvent considérées comme la frontière entre le centre de l'Atlantique et le haut Sud, ayant des caractéristiques distinctes du Sud et également des liens avec la mégalopole du Nord-est. Celles-ci restent les deux seules grandes villes du pays dans lesquelles se trouve la culture à l'ancienne de la baie de Chesapeake avec l'accent distinctif de Tidewater et de nombreuses plantations historiques encore répandues dans toute la région.
La Virginie moderne vit une tendance continue pour les habitants du Nord-Est qui s'installent dans l'État à s'identifier politiquement et culturellement séparé du reste du Sud. Cependant, ils choisissent de rester en Virginie pour de meilleures opportunités économiques que celles disponibles plus au Nord, ainsi que pour les faibles impôts.

### Virginie-Occidentale
La Virginie-Occidentale fut formée pendant la guerre de Sécession en 1863 à partir de 50 comtés de l'Ouest de la Virginie et en est actuellement composée de 55. De nombreux comtés du nouvel État soutinrent la Virginie et la Confédération pendant la guerre, mais furent inclus pour des raisons territoriales, ce qui aboutit à un gouvernement « rédempteur » en 1876,.
De nombreux héritages de son patrimoine de Virginie subsistent, tels que les noms de comté et de lieux locaux. La constitution de l'État est basée sur la constitution d'avant-guerre de Virginie. Pas plus tard qu'en 2007, une loi de Virginie de 1849 fut utilisée lors de la poursuite judiciaire d'un comté. Des maisons de plantation historiques se trouvent dans tout l'État, héritages de ses origines d'avant-guerre. La Virginie-Occidentale était le dernier État esclavagiste admis dans l'Union. La législature de l'État se compose d'un sénat et d'une chambre des délégués. Le gouvernement de l'État appartient à la l'Association des Gouverneurs du Sud et au Collectif Législatif du Sud .
C'est le septième État le plus protestant et le septième État le plus religieux des États-Unis,. L'émigration y fut un phénomène constant, commençant après la guerre de Sécession lorsque les ex-confédérés s'installèrent dans le Sud de l'Ohio pour échapper aux sanctions politiques dans leur nouvel État d'origine. Au XXe siècle, la migration augmenta à mesure que la population se déplaçaient vers le Nord pour des emplois dans l'industrie.
La Virginie-Occidentale compte un taux élevé de fermes familiales et l'État produit un grand nombre de volailles, de maïs, de pommes et de pêches. La production de tabac en 1909 culmina à 14 400 000 livres (7 200 kg) et fut la deuxième culture la plus rentable jusqu'en qu'en 1983, ce n'est en revanche plus une denrée populaire.
De nombreux plats typiques du Sud sont courants dans l'État : des biscuits à la sauce de saucisse, du poulet et des boulettes, du thé sucré, du pain de maïs et des haricots, et des condiments tels que la salade de chou et le chow chow accompagnent les viandes grillées. Le régime alimentaire du Sud fut blâmé pour les problèmes de santé qu'il entraîne, tels que l'obésité, le diabète et le tabagisme ; la Virginie-Occidentale comptant parmi les taux de ces problèmes les plus élevés des États-Unis. Le dialecte du Sud des Appalaches peut être entendu dans une grande partie de l'État, mais il l'est principalement au Sud de Clarksburg.
La musique country est l'un des genres les plus populaires de l'État. WWVA Jamboree out of Wheeling était le deuxième lieu le plus ancien pour la musique country après le Grand Ole Opry à Nashville. Charleston est l'un des marchés les plus grands pour la musique country comparé aux nombre d'habitants. Certains des musiciens notables de Virginie-Occidentale incluent Little Jimmy Dickens, Brad Paisley, Hazel Dickens, Red Sovine, Hawkshaw Hawkins, Molly O'Day et le musicien rockabilly Hasil Adkins.

### Maryland
Tout comme d'autres États frontaliers, le Maryland possède des régions qui sont culturellement méridionales, et il est situé au Sud de la ligne Mason-Dixon. Avant la seconde moitié du XXe siècle, le Maryland était en grande partie méridional avec des liens étroits avec l'industrie du Nord, Baltimore servant de centre pour le commerce des céréales. Cependant, la croissance économique et les changements démographiques des années 1970, 1980 et 1990 éclipsèrent la culture méridionale du Maryland. La croissance de l'économie de services et la migration vers le Sud des habitants de Nouvelle-Angleterre et surtout des travailleurs du Nord-Est qui en a résulté transformèrent fortement le corridor I-95 et la région métropolitaine de Baltimore-Washington en zones du centre de l'Atlantique. Les banlieues de Washington DC sont également devenues plus médio-atlantiques par nature et moins culturellement méridionales qu'auparavant.
Des zones du Maryland, en particulier le Sud du Maryland et la côte Est du Maryland, restent en grande partie culturellement méridionales, influencées par l'agriculture et la pêche commerciale. La plupart des terres sont rurales et il n'y a que quelques grands centres de population. De nombreux restaurants locaux dans ces deux régions servent encore du thé doux et des plats comprenant ou composés entièrement de légumes verts, en plus de menus riches en aliments frits. De nombreuses études dialectiques montrent que le comté de St. Mary's dans le Sud du Maryland, ainsi que celui de Dorchester, Somerset, Wicomico et Worcester sur la côte Est ont des accents du Sud.
L'Ouest du Maryland est considéré comme appalachien et est en grande partie rural. La région ressemble beaucoup à la Virginie-Occidentale, à la Virginie et à la Pennsylvanie voisines.

### Delaware
De manière similaire au Maryland, le Delaware présente des caractéristiques à la fois du Nord-Est et du Sud. Contrairement aux autres États environnants qui se trouvent au Nord ou au Sud de la ligne Mason-Dixon, le Delaware est situé de manière unique à l'Est de la ligne (la ligne prend un virage vertical le long de la frontière Ouest de l'État). En règle générale, les régions rurales du Sud (ou « plus basses ») du Delaware sous le canal de Chesapeake et du Delaware incarnent une culture du Sud,; tandis que le Nord du Delaware densément peuplé au-dessus du canal, en particulier Wilmington, une partie de la zone métropolitaine de Philadelphie, a plus en commun avec celle du Nord-Est.

### États moins souvent recensés comme faisant partie du Sud

#### Missouri
Le Missouri est classé comme un État du Midwest par le Bureau des recensements et certains de ses résidents. Saint-Louis était connue comme la « Porte de l'Ouest » lorsque la colonie se développait. Le bord Nord du plateau d'Ozark fut colonisé principalement par les immigrants allemands du milieu à la fin du XIXe siècle, qui fondèrent de nombreux vignobles et établissements vinicoles. Pour cette raison, le Missouri était le deuxième État producteur de vin avant la prohibition, qui détruisit l'industrie. Les établissements vinicoles furent reconstruits depuis les dernières décennies du XXe siècle et les établissements vinicoles du Missouri constituent une forte concurrence dans les festivals nationaux. Une partie de la vallée du fleuve Missouri, au-delà de la banlieue de Saint-Louis dans le comté de Saint-Charles jusqu'à l'Est de Jefferson City, est connue sous le nom de Missouri Rhineland en raison des vastes vignobles et établissements vinicoles basés sur la tradition et les descendants des immigrants allemands.
Dans les années d'avant-guerre, de nombreux colons des États du Sud supérieur, tels que la Virginie et le Kentucky, migrèrent vers les comtés du centre et de l'Ouest du Missouri le long du fleuve Missouri, où ils pouvaient cultiver du tabac et du chanvre. Parce que ces Sudistes apportèrent avec eux leur culture et leurs pratiques de l'esclavage, le Missouri fut admis dans l'Union en tant qu'État esclavagiste. Au milieu du XXe siècle, cette région est devenue connue sous le nom de Little Dixie. Avant la guerre de Sécession, six des comtés inclus dans cette zone avaient des populations dont plus de 25 % étaient des Afro-Américains réduits en esclavage, les plus fortes concentrations de l'État en dehors des plantations de coton du delta du Mississippi. Des maisons d'avant guerre typiques du Sud subsistent encore à certains endroits de Little Dixie. Les cultures qui y sont cultivées aujourd'hui sont le maïs, le soja et le blé, pour lesquels la région était mieux adaptée que pour les cultures du Sud comme le coton ou le tabac. Le Sud rural du Missouri dans le plateau d'Ozark et le Booteel, possède définitivement une culture sudiste.

#### Midwest, Sud-Ouest et Ouest
De nombreuses régions du Nouveau-Mexique, de l'Arizona et de la Californie furent principalement colonisées par les Sudistes européens Américains lorsqu'ils se déplacèrent vers l'Ouest au XIXe siècle et au début du XXe siècle. Par exemple, des gouvernements pro-confédérés furent établis dans ce qui est aujourd'hui l'Arizona et le Nouveau-Mexique pendant la guerre de Sécession et, à un moment donné, le Sud de la Californie était sur le point de se séparer du Nord de la Californie et de rejoindre la Confédération.
Au lendemain de la guerre de Sécession, plusieurs villes d'affranchis furent fondées par des Afro-Américains émancipés du Sud.
Avant et après la Seconde Guerre mondiale, les Sudistes migrèrent vers les villes industrielles du Midwest pour trouver du travail. Ils allèrent dans des États comme le Michigan, l'Indiana et l'Ohio, ainsi que le Missouri et l'Illinois. Pendant la crise de la Grande Dépression et du Dust Bowl, un important afflux de migrants en provenance de régions telles que l'Oklahoma, l'Arkansas et du Panhandle du Texas s'installèrent en Californie. Ces migrants « Okie » et « Arkie » et leurs descendants restent une forte influence sur la culture de la vallée centrale de Californie, en particulier autour des villes de Bakersfield et Fresno.
Plus de 6,5 millions d'Afro-Américains quittèrent le Sud ségrégué pour les villes industrielles du Midwest et de la côte Ouest pendant la Grande migration, qui commença pendant la Première Guerre Mondiale et se prolongea jusqu'en 1970. De nombreux migrants de l'Arkansas, de la Louisiane et du Texas déménagèrent en Californie pendant et après la Seconde Guerre Mondiale pour des emplois dans l'industrie de la défense. En conséquence, de nombreux Afro-Américains, ainsi que d'Européens américains, ont des ascendances « Nord » et « Sud » de leur famille. Des parties importantes de la culture afro-américaine, telles que la musique, la littérature et la cuisine, ont leurs racines dans le Sud, mais ont également changé avec les influences urbaines du Nord et de l'Ouest.

## Cuisine

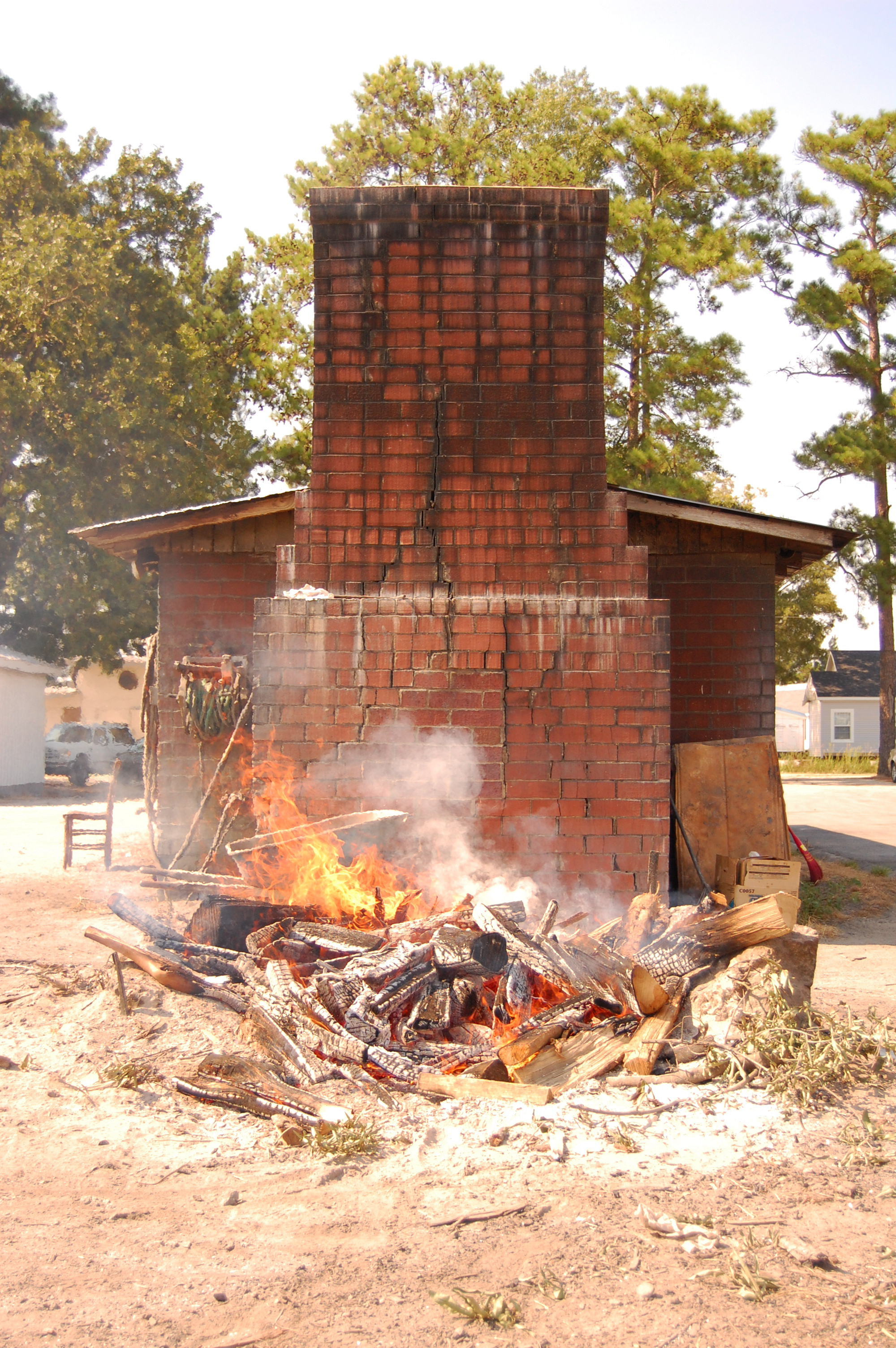
Un barbecue au feu de bois chez Wilbur's Barbecue à Goldsboro, Caroline du Nord.

En tant que caractéristique importante de la culture du Sud, la cuisine audiste est souvent décrite comme l'un de ses traits les plus distinctifs. Quelques dictons populaires : « La nourriture, c'est l'amour » et « Si c'est pas frit, c'est pas cuit »[réf. nécessaire]. La culture culinaire du Sud adopta facilement les influences amérindiennes. Les céréales de semoule de maïs connues sous le nom de « gruau », les beignets de maïs, le pain de maïs, le ragoût du brunswick et le barbecue sont quelques-uns des exemples les plus courants d'aliments adoptés directement par les communautés amérindiennes du Sud-Est. Néanmoins, de nombreuses variétés régionales se développèrent également. La variété de cuisines va de la cuisine tex-mex, cajun et créole, aux plats traditionnels d'avant-guerre, à tous les types de fruits de mer, ainsi qu'aux styles de barbecue des Carolines, de la Virginie (qui partage de fortes similitudes avec la Caroline du Nord) et de Memphis.
La cuisine traditionnelle afro-américaine du Sud est souvent appelée soul food. Bien qu'elle ne soit généralement pas aussi épicée que la nourriture cajun, elle incorpore une variété d'herbes, de farine et est parfois appelée « stick to your ribs food » (« nourriture à remplir le bide »)[réf. nécessaire]. Bien sûr, la plupart des villes du Sud et même d'autres plus petites offrent désormais une grande variété de cuisines d'autres origines telles que des plats chinois, italiens, japonais, français et du Moyen-Orient, ainsi que des restaurants servant principalement des spécialités du Sud, établissements dits de « cuisine maison ». Certains repas notables de « cuisine maison » comprennent le poulet frit, les épis de maïs, les légumes verts avec du bouillon, le ragoût de légumes, le poulet, les boulettes et le steak frit de poulet.

### Boissons
Le thé glacé est communément associé au Sud. Plus précisément, le thé glacé sucré, ou thé glacé infusé avec du sucre cristallisé, y est traditionnellement servi. En réalité, la plupart des restaurants du Sud servent du thé glacé sucré en plus du thé glacé, alors que la plupart des restaurants des autres régions ne servent que du thé glacé (non sucré)[réf. nécessaire].

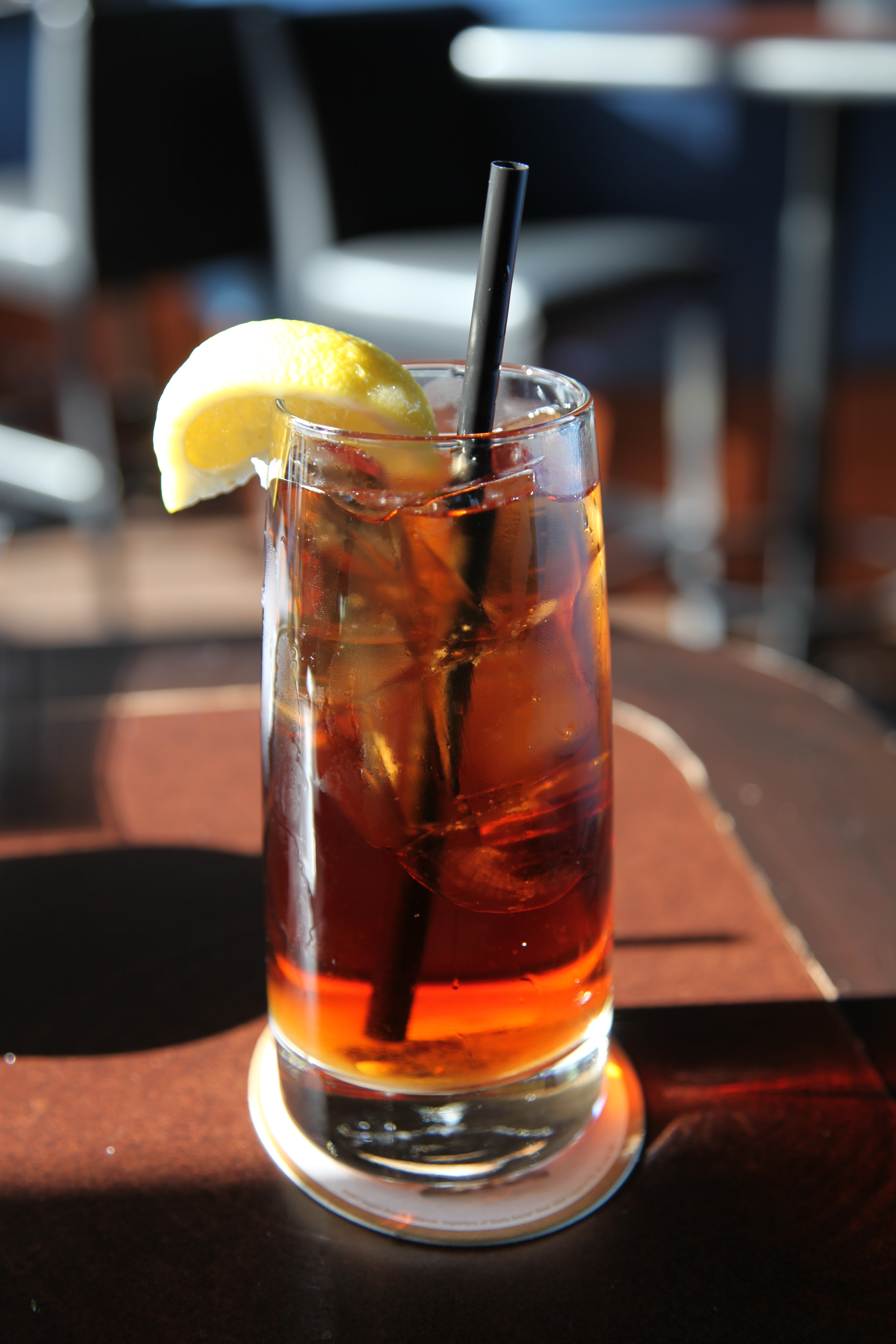
Thé glacé avec citron

Bon nombre des boissons gazeuses américaines les plus populaires sont originaires du Sud (Coca-Cola, Pepsi-Cola, Mountain Dew, Cheerwine, Big Red, Dr Pepper, RC Cola et les produits de la marque Nehi de RC Cola). Dans une grande partie de l'Oklahoma, de l'Arkansas, du Tennessee, de la Géorgie, de l'Alabama, du Texas et d'autres régions du Sud, le terme « boisson gazeuse » ou « soda » est abandonné au profit de « Coke » (voir marques génériques). Certaines personnes[Qui ?] utilisent le terme « co-cola », abrégé de Coca-Cola, lors de la commande d'une boisson gazeuse.
Le soutien officiel à la prohibition existait dans les États du Sud avant et après l'entrée en vigueur du dix-huitième amendement aux États-Unis. En raison des restrictions généralisées sur la production d'alcool, l'alcool distillé illégalement ou la moonshine a longtemps été associé (souvent de manière plutôt stéréotypée) à la classe ouvrière et aux pauvres dans une grande partie de la région, en particulier dans le Sud des Appalaches. Beaucoup[Lequel ?] des États du Sud, dont l'Arkansas, sont des états de contrôle qui monopolisent et réglementent fortement la distribution et la vente de boissons alcoolisées. De nombreux comtés du Sud, en particulier en dehors des grandes zones métropolitaines, sont des comtés dits secs, qui n'autorisent pas la vente d'alcool dans les points de vente au détail. Cependant, de nombreux comtés secs autorisent encore les « clubs privés » souvent avec de faibles frais quotidiens pour servir de l'alcool sur place.
La Nouvelle-Orléans est connue comme « la ville que la santé oublie », incarnée par le dicton Laissez les bons temps rouler (en Français). La culture de Crescent City tourne autour de la nourriture, des boissons et des célébrations communautaires. Les ouragans sont une boisson célèbre du quartier français, tout comme les cocktails sazerac et l'absinthe.
Le Sud supérieur, plus précisément au Kentucky, est connu pour sa production de whisky bourbon, qui est une base appréciée pour les cocktails. À partir de 2005, le Kentucky fut crédité de produire 95 % du bourbon du monde, ce dernier fut désigné comme seul spiritueux indigène de l'Amérique. Le julep à la menthe est traditionnellement décrit comme une boisson populaire parmi les Sudistes les plus aisés. De nombreux autres bourbons sont produits dans le Kentucky, notamment le Evan Williams, le Wild Turkey et le Bulleit. Southern Comfort est un spiritueux distillé aromatisé inspiré du bourbon et fabriqué en Louisiane.
Une autre forme de spiritueux produit dans le Sud est le Tennessee Whiskey, le Jack Daniel's, fabriqué à Lynchburg, Tennessee étant le whisky le plus vendu au monde. Le George Dickel, est produit à proximité de Tullahoma, Tennessee.

## Littérature
Né dans la région de Boonslick, dans le Missouri, de parents récemment émigrés du Tennessee, Mark Twain est souvent placé au panthéon des grands écrivains du Sud. Plusieurs de ses œuvres démontrent sa connaissance approfondie du fleuve Mississippi et du Sud. L'injustice de l'esclavage et la culture de la moralité publique protestante figurent également comme thèmes fréquents dans ses œuvres.
L'un des écrivains sudistes les plus connus du XXe siècle est William Faulkner, qui remporta le prix Nobel de littérature en 1949. Faulkner apporta à l'écriture américaine de nouvelles techniques d'écritures telles que le flux de conscience et d'autres plus complexes (comme dans son roman As I Lay Dying). Faulkner faisait partie du mouvement de la Renaissance sudiste.
La Renaissance sudiste (également connue sous le nom de Renouveau sudiste) était la revitalisation de la littérature sud-américaine qui commença dans les années 1920 et 1930 avec l'apparition d'écrivains tels que Faulkner, Caroline Gordon, Elizabeth Madox Roberts, Katherine Anne Porter, Allen Tate, Tennessee Williams et Robert Penn Warren, entre autres.
La Renaissance sudiste a été le premier mouvement dominant au sein de la littérature du Sud à répondre aux critiques de la vie culturelle et intellectuelle du Sud qui avaient émergé à la fois de l'intérieur de la tradition littéraire sudiste et de l'étranger, l'auteur le plus connu fut notamment le satiriste HL Mencken. Dans les années 1920, Mencken attaqua la tradition distinguée de la littérature américaine, ridiculisant le provincialisme de la vie intellectuelle américaine. Dans son essai de 1920 Le Sahara des Bozart (un jeu de mots sur la prononciation sudiste de « beaux-arts »), il désigne le Sud comme la région la plus provinciale et intellectuellement stérile des États-Unis, affirmant que depuis la guerre de Sécession, la vie culturelle et intellectuelle y était entrée dans un déclin terminal. Cela créa une tempête de protestations au sein des cercles conservateurs du Sud. Cependant, de nombreux écrivains émergents du Sud qui étaient déjà très critiques de la vie contemporaine sudiste furent enhardis par l'essai de Mencken. D'un autre côté, les attaques amères ultérieures de Mencken contre les aspects de la culture du Sud qu'ils appréciaient les ont étonnés et horrifiés. En réponse aux attaques de Mencken et de ses imitateurs, les écrivains du Sud furent poussés à une réaffirmation de l'unicité du Sud et à une exploration plus approfondie des thèmes de l'identité Sudiste.
Parmi les autres écrivains sudistes célèbres figurent Erskine Caldwell, Edgar Allan Poe, Joel Chandler Harris, Sidney Lanier, Cleanth Brooks, Pat Conroy, Harper Lee, Zora Neale Hurston, Eudora Welty, Ralph Ellison, Thomas Wolfe, William Styron, Flannery O'Connor, Carson McCullers, James Dickey, Willie Morris, Tom Wolfe, Truman Capote, Walker Percy, Charles Portis, Barry Hannah, Alice Walker, Cormac McCarthy, Anne Rice, Shelby Foote, John Grisham, Charlaine Harris, James Agee, Hunter S. Thompson, Wendell Berry, Bobbie Ann Mason, Harry Crews et les auteurs connus sous le nom de Southern Agrarians.
Le roman sudiste le plus célèbre du XXe siècle est probablement Autant en emporte le vent de Margaret Mitchell, publié en 1937. Un autre célèbre roman sudiste, Ne tirez pas sur l'oiseau moqueur de Harper Lee, remporta le prix Pulitzer après sa publication en 1960.

## Musique

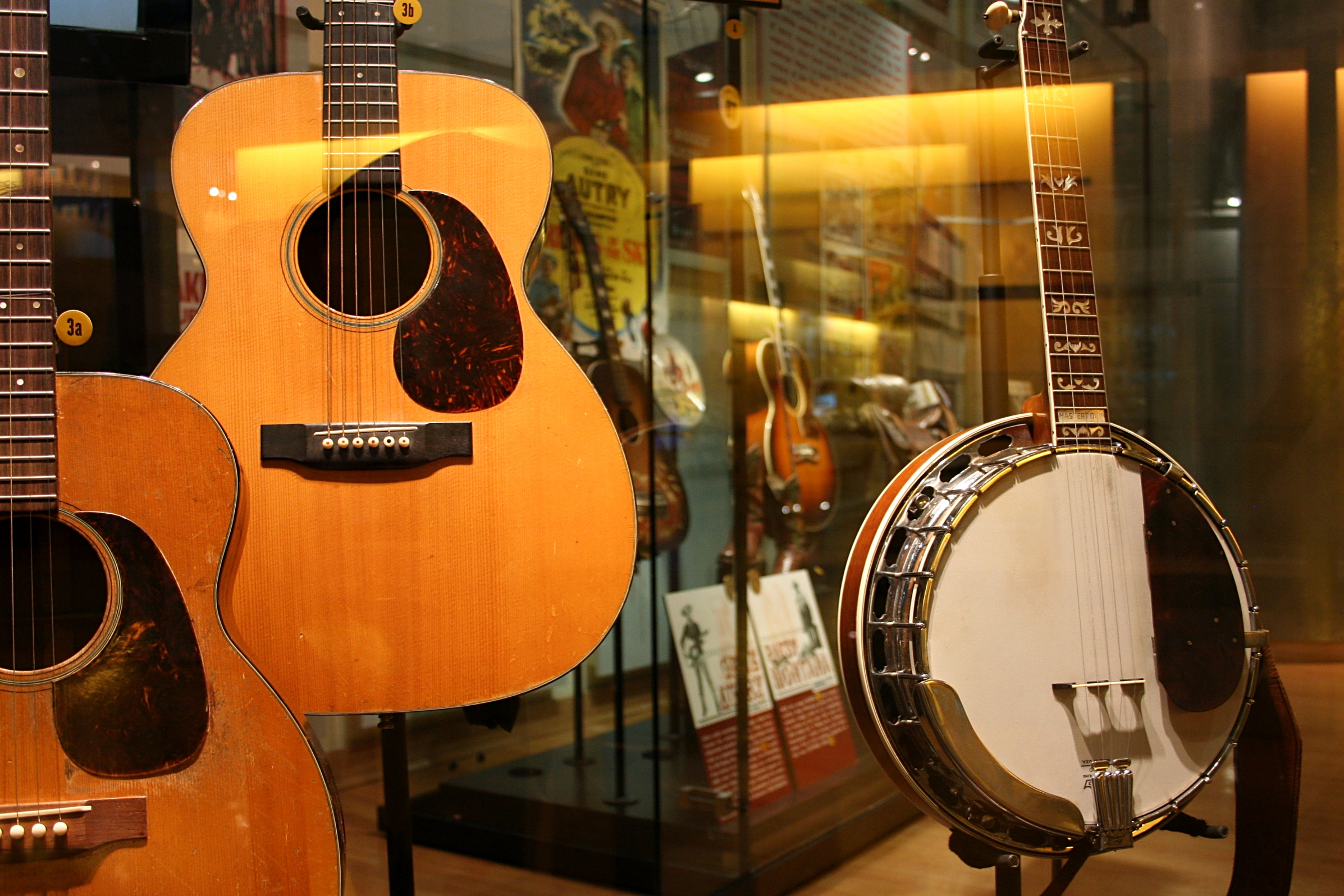
La musique country est originaire du Sud des États-Unis et l'industrie de la musique country est basée à Nashville, Tennessee.

L'héritage musical du Sud fut développé à la fois par les Blancs et les Noirs, tous deux s'influençant directement et indirectement.
L'histoire musicale du Sud commence en réalité avant la guerre de Sécession, avec les chants des esclaves africains et la musique folklorique traditionnelle importée de Grande-Bretagne et d'Irlande. Le blues est développé dans le Sud rural par les Afro-Américains au début du XXe siècle. De plus, la musique d'époque, la musique gospel, les spirituals, la musique country, le rythm and blues, la musique soul, le funk, le rock and roll, la musique de plage, le bluegrass, le jazz (y compris le ragtime, popularisé par le sudiste Scott Joplin), la zarico et le folk des Appalaches sont soit nées dans le Sud, soit se sont développées dans la région.
En général, la musique country est basée sur la musique folklorique des Sudistes blancs, et le blues et le rythm and blues sont basés sur des racines sudistes afro-américaines. Cependant, les Blancs et les Noirs contribuèrent à chacun de ces genres, et il existe un chevauchement considérable entre la musique traditionnelle des Noirs et des Blancs du Sud, en particulier dans les formes de musique gospel. Une variante élégante de la musique country (principalement produite à Nashville) est un élément constant et répandu de la pop américaine depuis les années 1950, tandis que les styles moins conventionnels (comme le bluegrass) ont traditionnellement attiré un public sous-culturel et rural plus exigeant. Le blues domina les palmarès de la musique afro-américaine de l'avènement des enregistrements modernes jusqu'au milieu des années 1950, lorsqu'il fut remplacé par les sons moins gutturaux et triste du rock et du R&B. Néanmoins, le blues pur (avec les débuts du rock and roll) fait toujours l'objet d'une adoration révérencielle dans une grande partie de l'Europe et d'une popularité culte dans des régions isolées des États-Unis.
Le zydeco, le cajun et la swamp pop, bien qu'ils n'aient jamais joui d'une plus grande popularité régionale ou du grand public, prospèrent toujours dans toute la Louisiane française et ses périphéries, comme le Sud-Est du Texas. Ces styles uniques de musique folklorique louisianaise sont célébrés dans le cadre de l'héritage traditionnel du peuple louisianais. À l'inverse, la musique bluegrass a acquis un grand prestige et une identité distincte de la musique country traditionnelle grâce aux divers enregistrements d'artistes comme Bela Fleck, David Grisman et le New Grass Revival ; le bluegrass traditionnel et la musique des Appalaches ont connu une forte résurgence après la sortie du film O Brother, Where Art Thou?.
Le rock n'roll émergea en grande partie dans le Sud à la fin des années 1940 et au début des années 1950. Les premiers musiciens de rock n'roll du Sud incluent Jerry Lee Lewis, Buddy Holly, Little Richard, Fats Domino, Bo Diddley, Elvis Presley, Ray Charles, James Brown, Otis Redding et Carl Perkins, parmi beaucoup d'autres. Hank Williams, Charlie Feathers et Johnny Cash, bien que généralement considérés comme des chanteurs « country », ont également joué un rôle important dans le développement de la musique rock, donnant naissance au genre « crossover » du rockabilly. Dans les années 1960, Stax Records est devenu l'un des principaux concurrents de Motown Records, jetant les bases d'innovations stylistiques ultérieures du genre.
Le Sud continua à produire de la musique rock au cours des dernières décennies. Dans les années 1970, une vague de groupes de rock sudiste et de blues rock, menés par The Allman Brothers Band, Lynyrd Skynyrd, ZZ Top et 38 Special, est devenue populaire. Capricorn Records, basé à Macon, Géorgie, aida à diriger le mouvement rock sudiste et fut le foyer d'origine de nombreux groupes parmi les plus célèbres du genre. De l'autre coté de l'échiquier, Brown et Stax mentionnés précédemment, Allen Toussaint et The Meters de la Nouvelle-Orléans contribuèrent à définir le sous-genre funk du rythm and blues des années 1970.
Beaucoup de ceux ayant misé leurs débuts dans le show business régional du Sud ont finalement obtenus le succès national et international du grand public : Elvis Presley et Dolly Parton sont deux exemples d'artistes ayant transcendé les genres.
De nombreuses racines du rock alternatif sont souvent considérées comme provenant du Sud également, avec des groupes tels que REM, Pylon, les B-52 et Indigo Girls associés à jamais à la ville universitaire musicalement fertile d'Athènes, Géorgie. Des villes comme Austin, Knoxville, Chapel Hill, Nashville et Atlanta ont également des scènes de rock indépendant et de musique live florissantes. Austin abrite le traditionnel festival de musique et d'arts South by Southwest, tandis que plusieurs labels de musique indépendants influents (Sugar Hill, Merge, Yep Rock et l'ancien Mammoth Records) furent fondés dans la région de Chapel Hill. Plusieurs groupes de death metal influents enregistrèrent des albums chez Morrisound Recording à Temple Terrace, Floride, et le studio est considéré comme une référence importante dans le développement du genre.
On note une large scène heavy metal underground dans le Sud des États-Unis. Le death metal peut retracer certaines de ses origines à Tampa, Floride. Des groupes tels que Deicide, Morbid Angel, Six Feet Under et Cannibal Corpse, entre autres, naquirent dans cette scène. Le Sud est aussi l'endroit de naissance du sludge metal, et d'où viennent ses groupes pionniers, Eyehategod  et Crowbar,, ainsi que d'autres groupes notables du style tels que Down  et Corrosion of Conformity. Parmi les autres groupes de métal bien connus du Sud, citons Crossfade, Pantera, Hellyeah, Lamb of God et Mastodon. Cela contribua à forger le terme de métal du Sud qui est bien reçu par la grande majorité des cercles de métal du monde entier. D'autres sous-genres du heavy metal et du punk hardcore, notamment le metalcore et le post-hardcore, sont également devenus de plus en plus populaires dans cette région.
Depuis la fin des années 1980, la diffusion de la musique rap a entraîné l'essor du sous-genre musical du Dirty South. Atlanta, Houston, Memphis, Miami et la Nouvelle-Orléans sont depuis longtemps des centres majeurs de la culture hip hop.

## Sports
Article plus détaillé : Sports aux États-Unis.

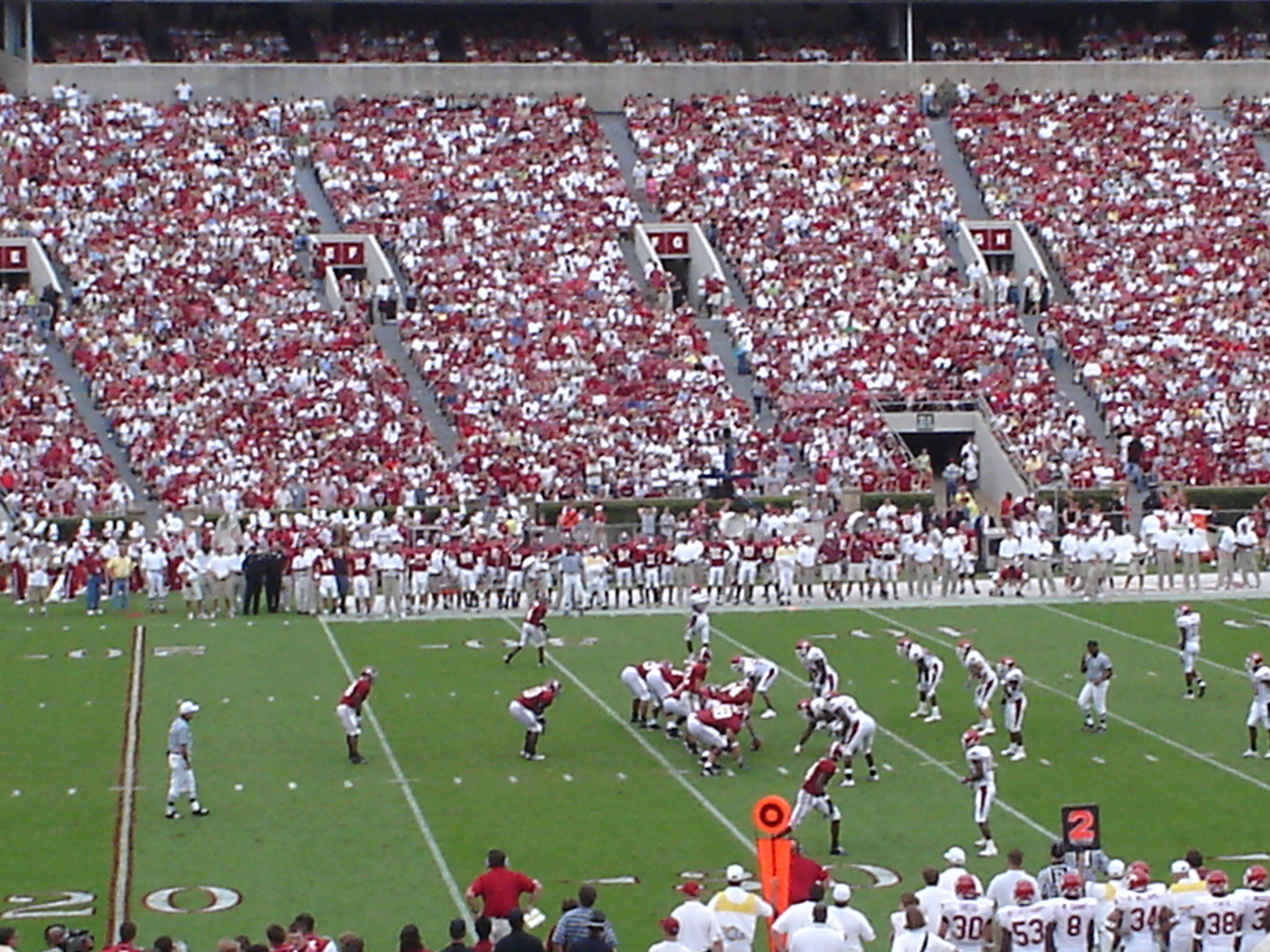
Match de football universitaire entre l'Alabama Crimson Tide et les Arkansas Razorbacks en 2005.

Le début de la 2015 Daytona 500, la plus grande course de NASCAR, à la Daytona International Speedway à Daytona Beach, Floride.

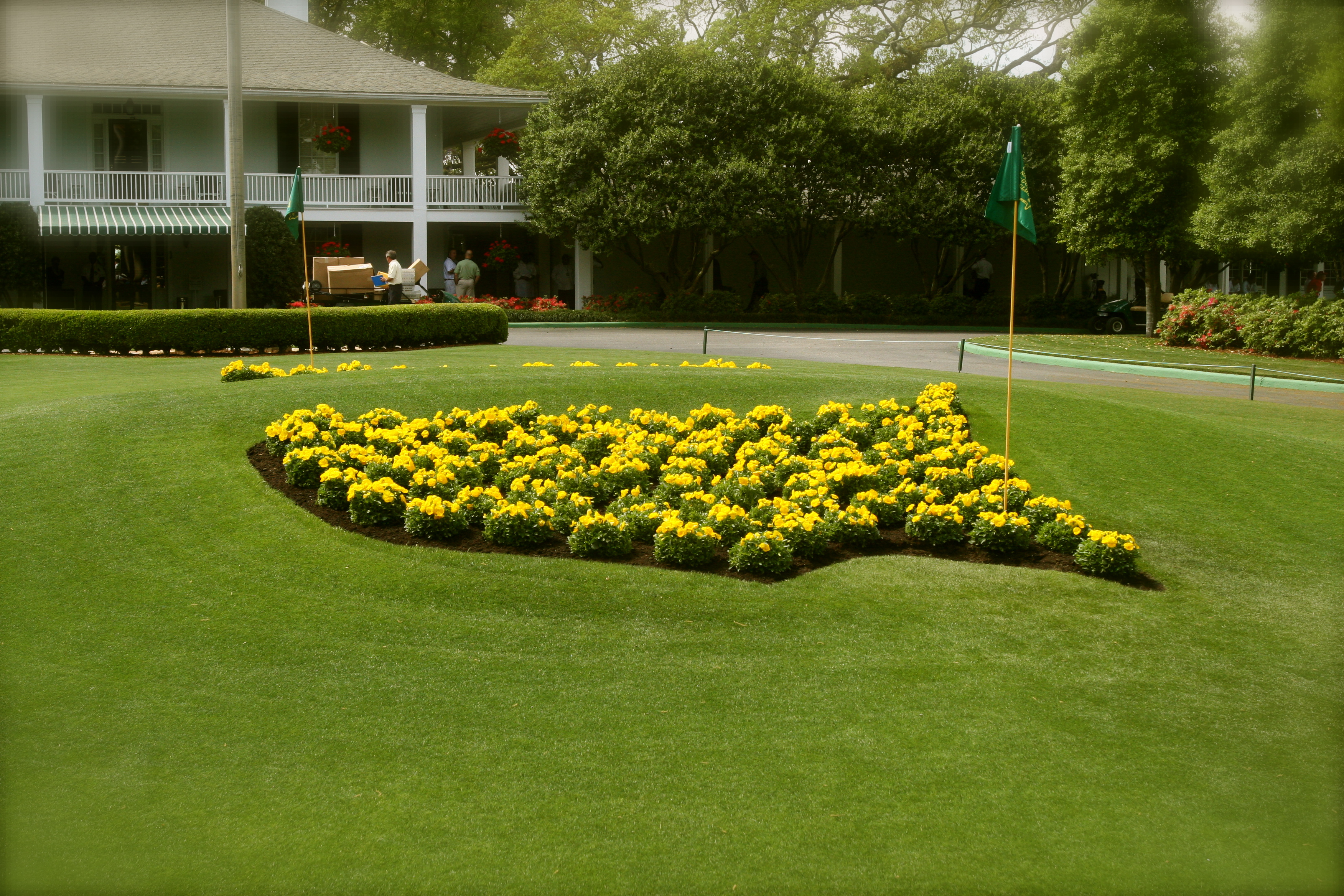
Le logo du Masters de golf fait de fleurs au Augusta National Golf Club.

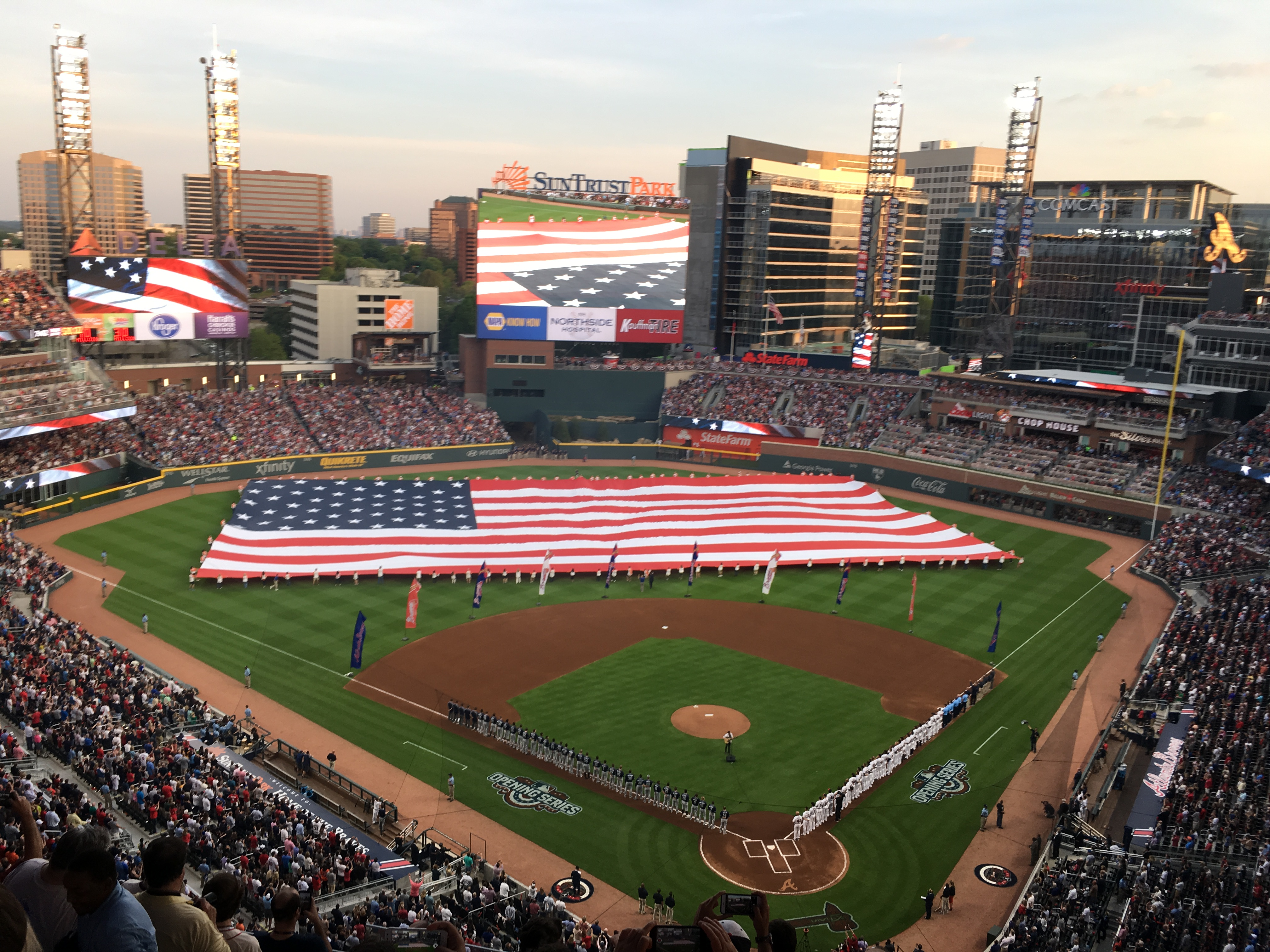
Journée d'ouverture des Atlanta Braves en 2017.

Alors que le Sud possède des franchises de la Ligue nationale de football Américain (NFL) à Dallas, Houston, Miami, Atlanta, La Nouvelle-Orléans, Tampa, Jacksonville, Charlotte et Nashville, la région est connue pour l'intensité avec laquelle les gens suivent les équipes de football universitaires, en particulier celles de la Conférence du Sud-Est (SEC), de la Conférence de la côte atlantique (ACC) et de la Conférence Big 12 (Big 12). Dans des États comme le Texas et l'Oklahoma, le football Américain au lycée, en particulier dans les petites communautés, est une activité dominante[réf. nécessaire].
Le basket-ball est également populaire, en particulier le basket-ball universitaire. Les Duke Blue Devils et les North Carolina Tar Heels jouissent de l'une des plus grandes rivalités du sport américain. En 2019, le Kentucky en tant qu'État compte 11 championnats nationaux remportés par deux écoles : l'Université de Louisville et l'Université du Kentucky ; la Caroline du Nord compte 13 championnats nationaux à l'échelle de l'État, issus des victoires combinées de Duke, UNC et NC State. La National Basketball Association (NBA) est également bien représentée dans le Sud, avec des franchises à Atlanta, Charlotte, Orlando, Miami, Memphis, La Nouvelle-Orléans, Houston, Dallas, San Antonio et Oklahoma City.
Profitant du temps plus chaud de la fin de l'hiver, de nombreuses équipes de baseball professionnelles commencèrent à s'entraîner en Floride au printemps, à partir des années 1920 et 15 équipes continuent de s'y entraîner chaque année. La saison régulière de la Major League Baseball (MLB) à Atlanta débuta en 1966, lorsque les Milwaukee Braves transférèrent leur équipe professionnel dans la ville. D'autres équipes furent en plus ajoutées au Texas avec les Houston Astros et les Texas Rangers dans les années 1960 et 1970, tandis que la Floride est devenue le domicile des Miami Marlins en 1993 et des Tampa Bay Rays en 1998. À une certaine époque, un certain nombre de ligues mineures de baseball prospérèrent dans le Sud. La région abrite toujours plus d'équipes de ligue mineure que toute autre région des États-Unis[réf. nécessaire].
Normalement associées aux climats froids, cinq franchises de la Ligue nationale de hockey (LNH) sont basées dans le Sud : les Dallas Stars, lee Tampa Bay Lightning, les Florida Panthers, les Nashville Predators et les Carolina Hurricanes (6 si les Washington Capitals sont considérés comme Sudiste).
Le Sud est également le berceau des courses automobiles NASCAR. Le journaliste Ben Shackleford déclara qu'il était épanouit là-bas car « la violence et le danger du sport résonnèrent avec une idéalisation croissante de la culture traditionnelle du Sud ». Les pistes de course qui accueillent des événements approuvés par les organisations NASCAR se trouvent à différentes localisations du Sud, notamment Martinsville, Virginie; Talladega, Alabama; Bristol, Tennessee; Darlington, Caroline du Sud; Douvres, Delaware; Sparte, Kentucky; Daytona, Floride; Charlotte, Atlanta, Miami, Richmond, Virginie et Fort Worth, Texas.
D'autres sports populaires dans le Sud incluent le golf (qui peut être pratiqué presque toute l'année en raison du climat doux du Sud), la pêche, le football (qui est le sport qui connaît la croissance la plus rapide dans le Sud)[réf. nécessaire], et la chasse au gibier sauvage. Augusta, Géorgie, est la ville hôte des Masters de golf (l'un des plus grands tournois de golf organisés chaque printemps) et abrite 15 terrains de golf. Elle est considérée comme la capitale mondiale du golf.
Atlanta fut l'hôte des Jeux olympiques d'été de 1996.

## Films
De nombreux films acclamés par la critique se déroulent dans le contexte culturel du Sud. Une liste partielle de ces films suit; pour une liste plus complète du cinéma Sudiste, voir la liste des films se déroulant dans le Sud des États-Unis.
- Gone with the Wind (1939)
- Jody et le Faon (1946)
- Song of the South (1946)
- All the King's Men (1949)
- A Streetcar Named Desire (1951)
- Le Fleuve sauvage (1960)
- The Miracle Worker (1962)
- To Kill a Mockingbird (1962)
- Le Plus Sauvage d'entre tous (1963)
- Deliverance (1972)
- Plein la gueule (1974)
- Scarface (1983)
- The Color Purple (1985)
- Bull Durham (1988)
- Mississippi Burning (1988)
- Driving Miss Daisy (1989)
- Great Balls of Fire! (1989)
- Steel Magnolias (1989)
- Beignets de tomates vertes (1991)
- Forrest Gump (1994)
- Jason's Lyric (1994)
- Ghosts of Mississippi (1996)
- Le Droit de tuer ? (1996)
- Sling Blade (1996)
- Midnight in the Garden of Good and Evil (1997)
- Eve's Bayou (1997)
- The Green Mile (1999)
- O Brother, Where Art Thou? (2000)
- Remember the Titans (2000)
- The Patriot : Le Chemin de la liberté (2000)
- A Walk to Remember (2002)
- Sweet Home Alabama (2002)
- Big Fish (2003)
- Friday Night Lights (2004)
- N'oublie jamais (2004)
- Ray (2004)
- Wedding Crashers (2005)
- The Dukes of Hazzard (2005)
- Talladega Nights: The Ballad of Ricky Bobby (2006)
- Shotgun Stories (2007)
- Dream Boy (2008)
- The Curious Case of Benjamin Button (2008)
- The Blind Side (2009)
- Cher John (2010)
- The Help (2011)
- Beasts of the Southern Wild (2012)
- Lawless (2012)
- Mud (2013)
- 12 Years a Slave (2013)
- Free State of Jones (2016)
- Midnight Special (2016)
- Green Book (2018)
- Just Mercy (2019)
- Là où chantent les écrevisses (2022)

## Télévision
Émissions de télévision se déroulant dans le Sud des États-Unis :
1950 - 1971 :
À la suite de l'essor de la télévision dans les années 1950, de nombreuses émissions se déroulèrent dans le Sud et/ou devinrent très populaires auprès de la population Sudiste. Ils comprennent:
- The Real McCoys (1957–1963)
- The Andy Griffith Show (1960–1968)
- The Beverly Hillbillies (1962–1971)
- Petticoat Junction (1963–1970)
- Flipper (1964–1967)
- Green Acres (1965–1971)
- Hee Haw (1969–1992)

1976 - aujourd'hui :
En 1971, les sponsors changèrent de formule et CBS annula par conséquent toutes ses émissions venant du Sud (seul Hee Haw survécu grâce aux actions syndicales). En 1976, Jimmy Carter fut élu premier président des États-Unis de la sous-région du Sud profond. L'élection entraîna un afflux de journalistes dans la petite ville méridionale de Carter : Plains, Géorgie. On notes de nombreuses spéculations sur son style de vie et sa foi baptiste du Sud, mais il présente un intérêt renouvelé pour la culture Sudiste.
Une nouvelle série d'émissions de télévision suivit au cours de la décennie suivante, telles que :
- Carter Country (1977–1979)
- Dallas (1978–1991)
- The Dukes of Hazzard (1979–1985)
- Mama's Family (1983–1990)
- The Golden Girls (1985–1992)
- Matlock (1986–1995)
- Designing Women (1986–1993)
- In the Heat of the Night (1988–1995)

De plus, les émissions de télévision se déroulant dans le Sud depuis 1990 incluent :
- Evening Shade (1990–1994)
- Walker, Texas Ranger (1993–2001)
- Beavis and Butt-head (1993-1997)
- Reba (2001–2007)
- King of the Hill (1997–2009)
- One Tree Hill (2003–2012)
- American Dad! (2005–present)
- Friday Night Lights (2006–2011)
- The Riches (2007–2008)
- True Blood (2007–2014)
- The Cleveland Show (2009–2013)
- Eastbound and Down (2009–2013)
- Justified (2010–2015)
- The Walking Dead (2010–present)
- Hart of Dixie (2011–2015)
- Dallas (2012–2014)
- Nashville (2012–2018)
- True Detective (2014–present)
- Bless the Harts (2019–2021)
- Outer Banks (2020–present)

Les critiques soulignent que certaines de ces émissions et films, stéréotypent les Sudistes comme de « malheureux ploucs »  ou « un groupe d'habitants universellement simple et souvent stupide », en particulier contrairement aux représentations littéraires beaucoup plus complexes; et soutiennent qu'ils ne représentent pas équitablement la culture des Sudistes.
De nombreux personnages d'anime aux accents du Kansai parlent avec des accents du Sud dans les adaptations en anglais[réf. nécessaire].

## Les Sudistes dans la culture populaire
Depuis le début du XIXe siècle, les Sudistes font l'objet de nombreux stéréotypes, épithètes et moqueries. Des traces subsistent dans les médias, généralement sous forme humoristique, comme dans la série télévisée des années 1960, The Beverly Hillbillies, une sitcom, qui dépeint la dissonance culturelle d'une famille pauvre de l'arrière-pays, devenu riche après avoir trouvé du pétrole sur ses terres, qui déménage en Californie. Beaucoup de Blancs pauvres du Sud se moquent de ces stéréotypes. Ces images dépeignent généralement les habitants du Sud comme décontractés, hospitaliers, joyeux, insouciants et paresseux. Le surnom péjoratif « poubelle blanche » est née parmi les esclaves domestiques dans les années 1830 pour ridiculiser les Blancs à faible revenu ou à faible niveau intellectuel.
Au début de l'existence du Sud, les voyageurs mirent souvent l'accent sur les aspects vieux, sans éducations, grossiers, sales ou insalubres, pauvres et violents de la vie Sudiste. Un aspect récurrent, en particulier concernant les Appalaches et les Ozarks, dépeint des « hicks » (« plouc ») isolés de la culture moderne comme des chasseurs masculins sans changement, des clans violemment en conflit comme les Hatfield et les McCoy, des femmes dégradées fumant des pipes en épi de maïs, des religieux dresseurs de serpents et des joueurs de banjo compulsifs.

Le stéréotype national du Sud en 1917 peut être aperçu dans une étude sur l'usage du tabac à la fin du XIXe siècle écrite par un historien du Nord qui accorda une attention particulière à la classe et au sexe :
La mastication du tabac était presque universelle. Cette habitude était répandue parmi la population agricole de l'Amérique du Nord et du Sud avant la guerre. Les soldats avaient trouvé le réconfort du terrain et continuaient à le tourner dans leur bouche en rentrant chez eux. À l'extérieur, là où sa vie se déroulait principalement, le mâcheur crachait sur ses terres sans offenser les autres hommes, et ses maisons et édifices publics étaient pourvus de crachoirs. Des paraboles brunes et jaunes étaient projetées à droite et à gauche vers ces récepteurs, mais très souvent sans la visée soigneuse nécessaire pour rendre la vie propre. Même les bancs des églises à la mode étaient susceptibles d'inclure ces commodités familières. Le grand nombre d'hommes du Sud, et ceux-ci étaient de la meilleure classe (officiers de l'armée confédérée et planteurs, d'une valeur de 20 000 $ ou plus, et exclus de l'amnistie générale) qui se sont présentés pour le pardon du président Johnson, alors qu'ils attendaient son plaisir dans l'antichambre de la Maison Blanche, couvrait son sol de flaques et de ruisseaux de leur crachat. Un voyageur observateur dans le Sud en 1865 déclara que, selon lui, sept dixièmes de toutes les personnes âgées de plus de douze ans, hommes et femmes, consommaient du tabac sous une forme ou une autre. Aux portes de leurs cabanes, on apercevait des femmes pieds nus, dans leurs vêtements de coton sales d'une seule pièce, leurs chaises renversées, fumant des pipes faites d'épis de maïs dans lesquelles étaient enfoncées des tiges de roseau ou des plumes d'oie. Les garçons de huit ou neuf ans et les filles adolescentes fumaient. Les femmes et les filles « se baignaient » dans leurs maisons, sur leurs porches, dans les salons publics des hôtels et dans les rues.
L'ère progressiste (1896-1917) attira l'attention sur les problèmes auxquels le Sud était confronté. Une étude scientifique influente était Our Southern Highlanders (1913) d'Horace Kephart, qui dépeignait un peuple isolé et culturellement inerte. Cette sombre image inspira la philanthropie du Nord, comme les Fondations Rockefeller, à intervenir en utilisant des techniques modernes de santé publique et à promouvoir une meilleure scolarisation.
Depuis les années 1930, cependant, Hollywood utilise les stéréotypes du Sud pour opposer les vertus de la vie rurale simple à la corruption que l'on peut trouver dans les villes,.
Les bandes dessinées traitaient des expériences urbaines du Nord jusqu'en 1934, date à laquelle Al Capp présenta L'il Abner, la première bande dessinée basée dans le Sud. Bien que Capp soit originaire du Connecticut, il passa 43 ans à enseigner Dogpatch au monde entier, atteignant 60 millions de lecteurs dans plus de 900 journaux américains et 100 journaux étrangers dans 28 pays. Inge dit de Capp qu'il eu « une profonde influence sur la façon dont le monde percevait le Sud des États-Unis ». Pogo, Snuffy Smith et Kudzu sont d'autres bandes populaires sur la vie au Sud. L'historien culturel Anthony Harkins soutient que le cadre campagnard de Dogpatch « est resté une référence centrale, servant à la fois de microcosme et de miroir de foire déformant la société Américaine au sens large ».

#### Ouvrages
- (en) The evolution of Southern culture, Athens, université de Géorgie, 1988 (ISBN 0-8203-0993-1).
- (en) John B. Boles, A companion to the American South, Malden, Blackwell, 2004 (1re éd. 2002) (ISBN 0-631-21319-8).
- (en) B. A. Botkin, A Treasury of Southern Folklore: Stories, Ballads, Traditions, and Folkways of the People of the South, 1949.
- (en) W. J. Cash, The Mind of the South, 1941.
- (en) James C. Cobb, Away Down South : A History of Southern Identity, 2005.
- (en) D. H. Fischer, Albion's seed: Four British folkways in America, Oxford University Press, 1989.
- (en) Richard Gray et Owen Robinson, A Companion to the Literature and Culture of the American South, 2004.
- (en) Anthony Harkins, Hillbilly: A Cultural History of an American Icon, Oxford University Press, 2004.
- (en) Suzanne W. Jones et Sharon Monteith, South to a New Place: Region, Literature, Culture, Presses Universitaires de l'État de Louisiane, 2002.
- (en) Charles W. Joyner, Traditions: Southern History & Folk Culture, 1999.
- (en) John Lowe et Fred Hobson, Bridging Southern Cultures: An Interdisciplinary Approach, 2005.
- (en) Grady McWhiney, Cracker Culture: Celtic Ways in the Old South, University of Alabama Press, 1989.
- (en) V. S. Naipaul, A turn in the South, 1989.
- (en) Ted Ownby, Subduing Satan: Religion, Recreation, and Manhood in the Rural South, 1865–1920, Presses universitaires de Caroline du Nord, 1990.
- (en) John Shelton Reed, The Enduring South: Subcultural Persistence in Mass Society, 1986 (ISBN 0-8078-4162-5).
- (en) John Shelton Reed, My Tears Spoiled My Aim: And Other Reflections on Southern Culture, 1993 (ISBN 0-8262-0886-X).
- (en) John Shelton Reed et Dale Volberg Reed, 1001 Things Everyone Should Know About the South, 1996.
- (en) Jon Smith, Finding Purple America: The South and the Future of American Cultural Studies, Presses universitaires de Géorgie, 2013, 208 p.
  - « Critique d'Annette Trefzer », décembre 2013.
- (en) James M. Volo et Dorothy Denneen Volo, The Antebellum Period, Greenwood Press, 2004.
- (en) Charles R. Wilson et William R. Ferris, Encyclopedia of Southern culture, Chapel Hill, Presses Universitaires de Caroline du Nord, 1989 (ISBN 0-8078-1823-2, lire en ligne).
- (en) B. Wyatt-Brown, The Shaping of Southern Culture: Honor, Grace, and War, 1760s–1890s, 2001.
- (en) Wilbur Zelinsky, The cultural geography of the United States, Prentice-Hall, 1973.

#### Articles
- (en) E. J. Gorn, « Gouge, and bite, pull hair and scratch: The social significance of fighting in the southern backcountry », American Historical Review, vol. 90, no 1,‎ 1985, p. 18-43.
- (en) Jeffrey M. Pilcher, « Tex-Mex, Cal-Mex, New Mex, or Whose Mex? Notes on the Historical Geography of Southwestern Cuisine », Journal of the Southwest, vol. 43,‎ 2001.